# Светлост (оптика)
Светлост, као појава која чини саму оптичку слику, је основни предмет оптике као науке. Својства светлости одређују особине њеног кретања и начин на који се њена енергија сакупља у оптичкој слици. Такође, познавање својстава светлости неопходно је за смишљање и израду оптичких склопова за посебне сврхе, као што су они за проучавање узорака светлости, тестирање, и друге.
Светлост као појава је пре свега предмет физичке или таласне оптике, како у општем оквиру електромагнетног поља, тако и у ужем оквиру везаном за рад оптичких склопова.
Особине светлости битне за стварање слике, или за проучавање својстава узорка светлости у оптичким инструментима су:
- одбијање (рефлексија)
- преламање (рефракција)
- разилажење (дисперзија)
- пренос (трансмисија)
- таласни састав
- фазна уједначеност (кохерентност)
- поларизација
- укрштање (интерференција)
- одвајање (дифракција)

У начелу, прва четири својства проистичу из међудејства светлости и материјала, док су осталих пет одлике самог светлосног таласа. 
Пошто је сврха оптичке слике често њено посматрање путем чула вида, предмет оптике је такође и дејство светлости на људско око. Такође, светлост којом око ствара оптичку слику је услов мождане слике, као коначног производа чула вида.

## Историја
Много пре него што је оптика постала наука, људи су покушавали да одгонетну шта је светлост, и на који начин је повезана са оним што видимо. У трећем веку пре нове ере, грчки математичар Еуклид Александријски је дошао до идеје зрака: сматрао је да је светлост сачињена од зрака које око производи и усмерава на предмете, од којих се они одбијају и враћају у око, стварајући у њему слику предмета. Почетком 11-ог века, арапски математичар, астроном и физичар Ал-Хајтам (Абу Али Хасан Ибн ал-Хајтам, или ал-Хајсам, такође познат под латиничним именом Alhazen), често зван први научник модерног доба, установљава да светлост настаје ван ока. Он поставља основе оптике као науке установљавајући у процесу прве научне појмове и својства светлости као оптичке појаве: појам оптичког зрака, промену брзине кретања у различитим срединама, одбијање и преламање, најранији облик Фермаовог принципа (Pierre de Fermat, 1607-1665), и друге.
У 17-ом веку (1638) Галилеј први покушава да измери брзину простирања светлости, неуспешно. Декарт, као и већина научника тог доба, веровао је да се светлост простире тренутно, тј. да је брзина светлости безгранична. У 1676-ој, дански астроном Ремер (Ole Rømer, 1644–1710) посматрањем Јупитерових месеца са Земљине највеће и најмање удаљености, процењује да је брзина светлости око 220.000 километара у секунди, што је исправљено на близу тачне вредности Брадлијевим (James Bradley, 1693-1762) открићем астрономске аберације.
О самој природи светлости се, крајем 17. и почетком 18. века јављају две теорије: једна која сматра да је она честичне природе, чији је најпознатији поборник Ајзак Њутн, и друга, чији је најпознатији заступник био Кристијан Хајгенс, која сматра да је светлост таласне природе. Јангово (Тhomas Young, 1773 – 1829) откриће укрштања светлости (интерференције, енгл. interference of light) у 1801-ој, праћено открићем поларизације светлости од стране Малуса (Étienne-Louis Malus, 1775 –1812) у 1809-тој, Френеловом математичком обрадом одвајања (дифракције) светлости и, најзад, Максвелова теорија електромагнетног таласа 1865-те, поставили су чврсте темеље схватању да је светлост таласне природе. Међутим, таласном природом светлости није се могао објаснити фотоелектрични ефекат који је открио Херц 1885-те. Објашњење је, полазећи од Планкове претпоставке да светлост може да се понаша као да је састављена од честица (фотона), 1905-те дао Ајнштајн. Од тада је прихваћено да је природа светлости двострука: таласна и честична.
У оптици, и посебно у физичкој оптици, светлост се у начелу посматра као електромагнетни талас. Сагласно томе, примењује се општа теорија електромагнетног поља, на којој се заснива теорија одвајања (дифракције) светлости, сама по себи разрада општег принципа преклапања (енг. superposition principle) светлости. Уобичајен рачунски начин који се примењује у оквиру теорија дифракције светлости је Фуријеов поступак, по чему се ова област оптике назива Фуријеова оптика.

## Светлост: општи оквир
Светлост се дефинише као део лепезе електромагнетног зрачења видљив оком. Пошто се граница видљивости мења од једне до друге особе, а такође битно зависи и од других чинилаца, као што су јачина светлости, или стање осетљивости ока, границе распона видљивости електромагнетног зрачења су само приближне. Често се наводи да је овај распон од око 0.00037мм до око 0.00073мм таласне дужине, где људско око најкраће таласне дужине види као љубичасту, а најдуже као црвену светлост. Слика десно приказује место светлости у пуном распону електромагнетног зрачења, и њену основну поделу на боје.
Као електромагнетно зрачење, светлост је таласне природе, што значи да су њена основна физичка својства - кретање, дифракција, расипање и међудејство у општем смислу - дефинисана Максвеловим једначинама електромагнетног поља. 

### Дводимензионални талас
Таласно кретање је представљено општим обликом диференцијалне једначине попречног таласа (енг. transverse wave) за једну просторну променљиву:
{\displaystyle {\frac {\partial ^{2}\psi }{\partial x^{2}}}={\frac {1}{c^{2}}}{\frac {\partial ^{2}\psi }{\partial t^{2}}}} ........ (1)
која је основа за општи израз којим се обично описује дводимензионални талас у произвољном делу простора/времена:
{\displaystyle \psi (x,t)=f(x-ct)} ........ (2)
где је ψ(x,t) таласна функција, са просторном променљивом x и временском променљивом t.
Негативан знак означава позитивно кретање (у основном, Декартовом координатном систему, слева надесно), и обрнуто, јер се талас прати у два координатна система, један непокретан и други који се креће с таласом; овај други представља оквир који одређује како ће се талас појавити у датом делу простора/времена, и према њему се одређује знак промене просторне променљиве x (слика). 
Пошто електромагнетни талас, у начелу, има синусоидан облик (слика), представљен је општим изразом:
{\displaystyle \psi (x,t)=Asin\,k(x\pm ct)} ........ (3)
где A представља распон таласне осцилације (енг. wave amplitude), тј. највеће одступање од средишње, нулте тачке, а k=2π/λ је позитивна непроменљива звана периодни број (енг. propagation number). Просторна дужина пуне осцилације, тј. просторни период је λ, где је пуна осцилација једнака просторном размаку две најближе тачке у истој фази. 
Угаона дужина пуне осцилација је 2π радијана, што се представља пуним кругом од 360° (мада се ништа стварно не окреће у круг). Пошто се осцилација понавља после сваке таласне дужине λ, периодни број мора бити k=2π/λ, тј. једна осцилација по таласној дужини.
На сличан начин одређени су и временски (енг. temporal) период υ=λ/c који, са брзином светлости c у секунди, изражава број секунди по таласном периоду, тј. време таласног периода. Обрнута вредност 1/υ=c/λ=ν је учесталост таласа, који представља број осцилација у јединици времена. 
Из тог произилази да је брзина светлости c=νλ, тј. дата производом учесталости и таласне дужине.
Угаона таласна учесталост је дата са ω=2π/ν, дакле, за брзину светлости у секунди, дата је у радијанима по секунди. 
Фаза таласа - један од кључних појмова таласне физике - је, уопштено говорећи, представљена вредношћу независно променљиве (енг. argument), тј. угла синусне функције. Графички, таласна фаза је представљена тачком на синусоиду који га представља, или углом у кружници која представља пуну осцилацију од 2π радијана. 
У облику фазе, независно променљива у једначини (3) се обично изражава у угаоним јединицама, као φ=kx±ωт, где је ω угаона учесталост у јединици времена, с чим је општи израз дводимензионалног синусоида:
{\displaystyle \psi (x,t)=Asin\,(kx\pm \omega t)} ........ (4)
Уколико његова почетна фаза није 0, него произвољан угао ε, израз је:
{\displaystyle \psi (x,t)=Asin\,(kx\pm \omega t+\varepsilon )} ........ (4.1)
Талас представљен горњим изразима је математичка апстракција монохроматског (једнобојног, или, тачније, са једном таласном дужином) синусоидног таласа са сталним периодом од {\displaystyle -\infty } до {\displaystyle +\infty } у времену и простору, какав не постоји у природи. 

### Тродимензионални талас
Стваран електромагнетни талас постоји у три димензије, који је у Декартовом координатном систему описан диференцијалном једначином:
{\displaystyle {\frac {\partial ^{2}\psi }{\partial x^{2}}}+{\frac {\partial ^{2}\psi }{\partial y^{2}}}+{\frac {\partial ^{2}\psi }{\partial z^{2}}}={\frac {1}{c^{2}}}{\frac {\partial ^{2}\psi }{\partial t^{2}}}} ........ (5)
Два најважнија решења ове једначине су: 
(1) за раван покретни талас,
{\displaystyle \psi ({\vec {r}},t)=Asin\,({\vec {k}}{\vec {r}}\pm wt)} = {\displaystyle \psi ({\vec {r}},t)=Aexp[i({\vec {k}}{\vec {r}}\pm wt)]} ........ (6)
у обичном и комплексном (десно) облику, где је {\displaystyle {\vec {r}}} просторни вектор који одређује удаљеност равни (тј. равног таласног фронта) од извора, а {\displaystyle {\vec {k}}} је вектор кретања, у односу на који је раван нормална, и 
(2) за сферни покретни талас,
{\displaystyle \psi (r,t)={\frac {A}{r}}sin\,k(r\pm ct)} = {\displaystyle \psi (r,t)={\frac {A}{r}}exp[ik(r\pm ct)]} ........ (6.1)
где су r и k скаларне величине, а А је непроменљива звана снага извора (енг. source strength). Величина А/r представља распон таласа, чији квадрат даје енергију, тј. јачину таласа, из чега следи да је она обрнуто сразмерна квадрату удаљености таласа од извора.
У првом случају, за било који тренутак у времену t израз описује раван у простору са којом се таласна функција синусоидно мења. У другом случају уместо равни израз описује концентричне сфере. И у једном и у другом случају описана површина садржи тачке таласа у истој фази, дакле, представља таласни фронт.
У оба случаја друга једначина је израз који описује талас као комплексан број. 

### Комплексна таласна функција
Често су прорачуни везани за таласне појаве једноставнији ако се таласна функција изрази у комплексном облику. Овај облик се заснива на употреби имагинарног броја i=(-1)1/2, који има посебна својства. Слика десно је графички приказ таласне функције за један синусоидан талас на тзв. Аргоновом дијаграму (фран. Argand, Jean-Robert).
 Лево су дате основе приказивања таласног кретања, у овом случају једноставног синусоида, као комплексног броја, у тзв. Аргоновом дијаграму (енгл. Argan diagram). У средини су, сликовно и изразима, дате неке од основних рачунских операција с комплексним бројевима. Десно је приказана тродимензионална функција синусоида као комплексна функција, са реалним делом, тј. косинусном функцијом пројектованом на водоравну, и имагинарном, синусном функцијом пројектованом на усправну раван. Испрекиданим линијама означен је синусоид чија је почетна фаза померена за 3π/2.

### Физички талас
Тродимензионални израз таласа још увек описује само просторна својства таласног кретања у три димензије. Стварни електромагнетни талас се састоји од електричног и магнетног поља која се у наизменичним осцилацијама крећу кроз простор. Ово поље силе је описано Максвеловим једначинама у општем облику:
{\displaystyle {\frac {\partial ^{2}{\vec {S}}}{\partial x^{2}}}+{\frac {\partial ^{2}{\vec {S}}}{\partial y^{2}}}+{\frac {\partial ^{2}{\vec {S}}}{\partial z^{2}}}={\vec {\nabla }}^{2}{\vec {S}}=\epsilon _{0}\mu _{o}\,{\frac {1}{c^{2}}}{\frac {\partial ^{2}{\vec {S}}}{\partial t^{2}}}} ........ (7)
где је {\displaystyle {\vec {S}}} општа ознака за електромагнетну (ЕМ) силу, која обухвата појединачне векторске величине за електричну јачину поља Еx, Еy и Еz, и за магнетну силу поља Bx, By и Bz - што значи да је талас описан са шест оваквих једначина за сваку од ових променљивих - ε0 је пермитивност (енг. permittivity, електрична пропусност средине или материјала), а μ0 је пермеабилност (енг. permeability, магнетна пропусност) вакуума. Из тога, брзина светлости у вакууму је дата са {\displaystyle c={\frac {1}{\sqrt {\varepsilon _{0}\mu _{0}}}}}, на основу чега је Максвел дошао до вредности c~3x10^8 m/s.
Пошто се физички талас састоји од два наизменично осцилујућа поља, електричног и магнетног, она су изражена са:
{\displaystyle {\vec {\nabla }}^{2}{\vec {E}}=\epsilon _{0}\mu _{o}\,{\frac {1}{c^{2}}}{\frac {\partial ^{2}{\vec {E}}}{\partial t^{2}}}} ........ (8),
и
{\displaystyle {\vec {\nabla }}^{2}{\vec {B}}=\epsilon _{0}\mu _{o}\,{\frac {1}{c^{2}}}{\frac {\partial ^{2}{\vec {B}}}{\partial t^{2}}}} ........ (8.1)
Израз за раван ЕМ талас изведен из овог општег облика је:
{\displaystyle {\vec {E}}({\vec {r}},t)={\vec {E}}_{0}cos\,({\vec {k}}{\vec {r}}-\omega t)=Re[{\vec {E}}_{0}exp[i({\vec {k}}{\vec {r}}-\omega t)]]} ........ (9)
за електрично, и
{\displaystyle {\vec {B}}({\vec {r}},t)={\vec {B}}_{0}cos\,({\vec {k}}{\vec {r}}-\omega t)=Re[{\vec {B_{0}}}exp[i({\vec {k}}{\vec {r}}-\omega t)]]} ........ (9.1)
за магнетно поље. Други израз је у оба случаја у комплексном облику, тј. као реални део комплексне таласне функције (реални део се обично подразумева, и назнака Re се изоставља). 
Просторни распоред два поља у односу на правац кретања, као и векторске величине поља и таласног кретања дате су изразом који проистиче из Максвелових једначина:
{\displaystyle |{\vec {k}}|\times |{\vec {E}}|=\omega |{\vec {B}}|} ........ (10)
где су периодни број k и учесталост ω у однvосу k=ω(με)1/2 (тј. производ учесталости и реципрочне вредности брзине кретања светлости). Израз говори да су вектор правца кретања и два поља узајамно нормални, и да су електрично и магнетно поље у фази.
Распон електричног и магнетног поља, дати апсолутном вредношћу, тј. дужином вектора поља, се односе као:
{\displaystyle |{\vec {B}}|={\frac {|{\vec {k}}|}{\omega }}|{\vec {E}}|={\sqrt {\varepsilon \mu _{0}}}|{\vec {E}}|={\frac {n}{c}}|{\vec {E}}|} ........ (11)
У вакууму, распони електричног и магнетног поља су исте величине. Улога чиниоца c (светлосна брзина) је да усклади различите мерне јединице које се користе за вектор електричног и магнетног поља (на сличан начин, магнетно поље Н и поље магнетне индукције B су исте величине у вакууму, Н=B/μ0, јер је разлика у мерним јединицама - тесла за индукцију, и ампера по метру за магнетно поље - 1Т=103x104/4π А/m=Аm-1/μ0).
Као што израз (11) говори, у срединама са индексом рефракције n>1 распон електричног поља је већи од магнетног, у сразмери са индексом преламања.

#### Енергија светлосног таласа
Енергија електромагнетног таласа је сразмерна вектор-производу (енг. cross product) вектора њеног електричног и магнетног поља. Коначна вредност зависи од електромагнетских својстава средине. У вакууму, енергија је дата као Појнтинг вектор (енгл. Poynting, John Henry Poynting, енглески физичар који је ову величину установио у оквиру теорије електромагнетног поља у 1884, мада ју је први, десетак година раније, изразио руски физичар Никола́й Алексе́евич У́мов у оквиру решења проблема кретања енергије у течним и еластичним срединама). У изворном, најједноставнијем облику Појнтинг вектор је изражен производом вектора електричног (E) и магнетног поља (H) у вакууму:
{\displaystyle {\vec {P}}={\vec {E}}\times {\vec {H}}} ........ (12)
и представља енергију електромагнетног поља у џулима (J) у секунди по m² - дакле, у ватима (W) по m², јер је Ј/s=W - у правцу кретања таласа, тј. под правим углом на раван вектора магнетског и електричног поља. Његова величина је функција времена, тј. таласног кретања, мењајући се са променом распона два поља.
Пошто су два поља у функцији времена дата са:
{\displaystyle {\vec {E}}={\vec {E}}_{0}\,cos({\vec {k}}\cdot {\vec {r}}-\omega t)} ........ (13)
и
{\displaystyle {\vec {H}}={\vec {H}}_{0}\,cos({\vec {k}}\cdot {\vec {r}}-\omega t)} ........ (13.1)
израз који даје величину Појнтинг вектора у датом тренутку времена је:
{\displaystyle {\vec {P}}={\vec {E}}_{0}\times {\vec {H}}_{0}\,cos^{2}({\vec {k}}\cdot {\vec {r}}-\omega t)} ........ (14)
где Е0 и H0 означавају почетни распон електричног и магнетног поља.
Данас се Појнтинг вектор обично изражава у нешто другачијем облику, са вектором јачине магнетног протока (тј. индукције) уместо вектора магнетног поља H (H=B0/μ0=B/μ0-M, и B=μ0H+M, где је B0 магнетно поље таласа у вакууму, а M магнетизација, тј. повећање магнетног поља М у материјалу). Пошто је у оптичким материјалима у распону таласних дужина светлости магнетна индукција средине занемарљива, тј. μс~μо, подобнији израз за Појнтинг вектор је онај који користи електричну пропустљивост ε. За светлосни талас у вакууму,
{\displaystyle {\vec {P}}=c^{2}\varepsilon _{0}{\vec {E}}\times {\vec {B}}} ........ (15)
где је εо електрична пропустљивост вакуума. У оптичкој средини као што је стакло, пропустљивост, дакле и вредност Појнтинг вектора, је обрнуто сразмерна индексу преламања.
Због веома високих учесталости немогуће је мерити енергију на нивоу појединих таласа, те је практична мера светлосне енергије дата средњом вредношћу у одређеном временском периоду. Пошто је просечна вредност cos2 једнака 1/2, просечна вредност Појнтинг вектора је дата са:
{\displaystyle \langle {\vec {P}}\rangle ={\frac {1}{2}}{\vec {E}}_{0}\times {\vec {H}}_{0}={\frac {1}{2}}{\sqrt {\frac {\varepsilon }{\mu }}}{\vec {E}}_{0}^{2}\equiv I} ........ (16)
где је I енергија (јачина) таласа. Овај просечан проток ЕМ енергије представља јачину (енг. intensity) светлости. У случају светлости коју шаље светлосни извор ова јачина се назива израчење (енг. exitance), а у случају упадне светлости, озрачење (енг. irradiance).

#### Фотон
Фотон, или квант светлости, је најмања, недељива јединица енергије светлосног таласа. Може се посматрати као честица од које је састављена светлост, али само условно, јер сама за себе нема таласна својства:
- фотон се креће брзином светлости, али праволинијски, без осцилација
- енергије фотона је сразмерна учесталости светлосног таласа, што значи да се не мења при преласку из једне у другу средину
- фотон нема ни електричног ни магнетног набоја, што значи да је електро- и магнетно-неутралан
- мада се креће праволинијски, фотону је дата таласна дужина, која је као и у случају таласа једнака количнику брзине кретања и учесталости, λ=c/ν (ово својство је потребно да се брзина кретања фотона усклади са брзином кретања светлости, која је у срединама са n>1, због времена потребног да атом прими и ослободи енергију светлости, смањена у сразмери са c/n)

Слично као талас, међутим, фотон се креће брзином сразмерном индексу преламања средине.
 Идеју овакве, дуалне, честично-таласне природе енергије светлости први је изнео Макс Планк почетком 20-ог века, да би објаснио спектар црног тела (слика десно). Ајнштајн је Планкову идеју користио да 1905-те објасни фотоелектрични ефект. Друге појаве, као Комптоново распршење светлости, такође се не могу објаснити са становишта светлости као искључиво таласне појаве.
Енергија фотона је дата са:
Е=hν=hc/λ ........ (17)
где је h=6.6256x10-34 Планкова константа, ν таласна учесталост, а λ таласна дужина. Пошто су и брзина светлости c и таласна дужина сразмерни индексу преламања n, енергија фотона се не мења с променом n, и остаје једнака 1240/λ Ev (електронволти). Ако је густина енергије светлосног тока (енг. flux density) Ф фотона кроз површину А у јединици времена, светлосна енергија је дата са Е=ФА, у истој временској јединици. 
Фотон нема масу - тј. не постоји - ако се не креће, а његова маса кретања (енг. momentum) је дата са:
p=Е/c=h/λ ........ (18)
где је, као раније, c брзина а λ таласна дужина светлости.

## Светлост и оптичка средина
Оптичке средине су, у начелу, твари које мењају својства светлости, пре свега брзину кретања, али такође и друга, као распон, вишебојност, поларизацију, и друге.
Својства светлости у оптичкој средини, и при промени оптичке средине су међусобно повезана. Често су ова својства изражена као оптичка својства материјала, али се у основи ради о промени својстава светлости у материјалу (нпр. индекс преламања материјала је одређен променом брзине простирања светлости у њему), или међудејству светлости са материјалом (нпр. пренос одбијање светлости је последица међудејства светлосних таласа и површинских атома материјала).
На прелазу из једне у другу оптичку средину један део светлосне енергије се одбије на граничној површини, док остатак прелази у другу средину. По преласку, овај део светлости мења правац кретања, што је познато као преламање светлости. Степен преламања зависи од таласне дужине светлости и атомско-молекуларних својстава средине, која одређују величину индекса преламања. Промена индекса преламања са променом таласне дужине, тзв. разилажење (дисперзија) светлости, разликује се више или мање од једне до друге оптичке средине. 
Најзад, део светлости при проласку кроз оптичку средину бива задржан у њеним атомима; ова појава се назива упијање светлости.

### Одбијање (рефлексија) светлости
Одбијање светлости је појава кад површина која јој је изложена шаље део њене енергије назад у средину из које долази. Како површински атоми апсорбују енергију таласа, они постају нестабилни, и стабилизују се отпуштањем дела примљене енергије из својих електронских орбита. Размере одбијене према пропуштеној светлости (за коју атоми предају енергију другим атомима унутар средине обасјане светлошћу), зависе, за дати упадни угао светлости, од атомско-молекуларних својстава средине. Због тога што се ова појава одвија на врло постојан, предвидив начин, површине које одбијају светлост могу да се користе за усмеравање или обликовање таласног фронта у оптичким склоповима. 
 Слика десно приказује геометрију одбијања светлости, где тачке 1, 2 и 3 представљају површинске атоме на граници две различите оптичке средине. Део примљене енергије површински атоми - због њихових датих својстава - не преносе на атоме дубље унутар материјала, него је шаљу назад у средину из које је дошла. Они одашиљу светлост у многим правцима, али се нови таласни фронт ствара само кад је правац кретања тачака у истој фази под правим углом у односу на линију која их спаја.
У тренутку кад светлост побуди атом 3, таласи у фази послати из атома 1 и 2, са таласом у фази из атома 3, стварају линију одбијеног таласног фронта чији је угао правца кретања у односу на нормалу на граничну линију исте величине али супротног знака у односу на упадни угао светлости. Другим речима, светлост се одбија под истим углом са супротне стране нормале на површину, у равни одређеној упадним зраком и нормалом на граничну површину. Ово је закон одбијања светлости, изражен са:
αu=-αo ........ (19)
где је αu упадни, а αo одбојни угао светлости. 
У начелу, може се рећи да је појава одбијања светлости одређена променом просторног распореда тачки таласа у истој фази.
Овакви врло мали делови оптичких површина су практично равни и, у случају удубљеног огледала, или сочива, чине део закривљене површине која се, сама или у садејству са другим оптичким површинама, користи за обликовање сферног, или приближно сферног таласног фронта, неопходног за стварање оптичке слике. За врло мале делове таласног фронта, таласи из суседних атома су практично паралелни, али се срећу и међудејствују у пределу жиже.
Ово је најједноставнији начин да се опише одбијање светлости. Закон одбијања светлости се такође може потврдити рачунским путем, било уобичајеним геометријским векторским прорачуном, применом Фермаовог принципа (енгл. Fermat's principle), или применом електромагнетске теорије.
 Одбијена и пропуштена светлост су узајамно комплементарни, тј. збир распона одбијене и пропуштене светлости је сталан, и једнак распону поља упадне светлости. Слика десно показује овај однос у зависности од релативног индекса преламања, за јединичну вредност упадне светлости. Ако је упадна средина ваздух (n=1), онда се релативни индекс своди на индекс преносне средине, и граф показује однос одбијене и пропуштене светлости на њеној површини.

#### Френелове формуле одбијања светлости
Појаве одбијања и пропуштања светлости на прелазу у средину са различитим индексом преламања описане су математички Френеловим једначинама (Augustin Jean Fresnel, 1788-1827). Изведене на основу таласне теорије светлости, једначине изражавају однос између одбијеног и пропуштеног дела светлости. Овај однос се мења са особинама светлосног таласа. За с-поларизовану светлост (тј. са равни осцилације електричног поља нормалном на раван упадног зрака и нормале), распон одбијеног према пропуштеном делу поља је дат са:
{\displaystyle \bot {o}={\frac {E_{o}}{E_{u}}}={\frac {n_{u}cos(\alpha _{u})-n_{p}cos(\alpha _{p})}{n_{u}cos(\alpha _{u})+n_{p}cos(\alpha _{p})}}} ........ (20)
где је Е распон електричног поља, α је угао и n је индекс преламања, ознака u је за упадну, а p за средину преноса. Једначина је тачна под претпоставком да је магнетна пропустљивост обе средине иста као и за вакуум, што практично важи за уобичајене оптичке средине.
У случају да је раван осцилације електричног поља паралелна са равни упадног зрака и нормале на површину (п-поларизована светлост), однос одбијеног и пренесеног светлосног поља дат је са:
{\displaystyle \|{o}={\frac {E_{o}}{E_{u}}}={\frac {n_{p}cos(\alpha _{u})-n_{u}cos(\alpha _{p})}{n_{u}cos(\alpha _{p})+n_{p}cos(\alpha _{u})}}} ........ (20.1)
 Слика десно приказује промену количника распона електричног поља o са променом упадног угла за п-поларизовану светлост при прелазу из ваздуха (n=1) у стакло са индексом преламања n=1.5 (лево), за с-поларизовану светлост у истом случају (средина), и за п-поларизовану светлост при прелазу из стакла у ваздух или вакуум (десно), као и одговарајуће енергије. Упадни угао при ком је светлост без одбијања, у потпуности пренесена у другу средину назива се Брустеров угао (енгл. Brewster's angle).
Графикони показују да одбијање и пренос светлости могу битно да зависе од врсте поларизованости светлости, али само при великим вредностима упадног угла. За уобичајене вредности упадног угла, које су мање или много мање од п/6 (15°), стање поларизованости светлости не утиче на поделу светлосног поља на одбијено и пренесено (Френелова једначина је дата у синусном облику, на основу {\displaystyle cos\alpha ={\sqrt {1-sin^{2}\alpha }}}, на ком се непосредно може користити Снелов закон преламања светлости). 
У случају да светлост пада на површину под правим углом, угао у односу на нормалу површине α=0, cosα=1, и једначине 20-20.1 се поједностављују у:
{\displaystyle o={\frac {E_{o}}{E_{u}}}={\frac {n_{u}-n_{p}}{n_{u}+n_{p}}}} ........ (21)
за обе, п-поларизовану светлост и за с-поларизовану светлост

### Преламање светлости
Слично одбијању светлости, преламање светлости је последица промене просторног распореда тачки таласа у истој фази, која узрокује промену правца простирања таласног фронта (слика 8). За разлику од материјала које не пропуштају светлост, него је одбијају, атомско-молекуларна својства проводних материјала - у начелу, приступачни енергетски нивои електронског омотача - имају за последицу да атоми предају енергију светлости суседним атомима унутар проводног материјала, чиме се светлост преноси кроз њега.
Међутим, брзина којом се ово одвија је различита за различите материјале. Управо је ова разлика у фазној брзини светлости - тј. у брзини кретања тачке таласа у датој фази - узрок промене просторног распореда тачки таласа у фази, тј. узрок преламања светлости.
Брзина светлости у материјалу је обрнуто сразмерна вредности индекса преламања n, тј. 1/n. Вредност n се протеже од 1 за вакуум до око 1,9 за најгушћа уобичајена оптичка стакала. Просечан индекс преламања оптичког крауна је n~1,5, те је смањење брзине светлости у овој врсти стакла сразмерно ~ 1 / 1,5. Индекс преламања датог стакла незнатно варира у зависности од таласне дужине светлости, што доводи до различитог степена преламање различитих таласних дужина светлости, узрокујући уздужну и попречну хроматску аберацију.
 Повећање фазног помака δ, узрокованог упадним углом светлости и смањењем брзине светлости у стаклу, мења правац кретања таласног фронта - тј. правац оптичког зрака, по дефиницији нормалног на таласни фронт - у складу са законом преламања светлости (такође: Снелов закон, слика десно)
Производ индекса преламања и синуса угла зрака у односу на нормалу на граничну линију у две средине је непроменљив, тј.
sinα'/sinα=n/n', или n'sinα'=nsinα ........ (22)
Нова оријентација таласног фронта је у правцу нагиба граничне површине, али увек мање од њега, јер је за два суседна површинска атома основа троугла која одређује нову оријентацију таласног фронта, тј. зрака, сразмерна [(1/n)-(1/n')]/(1/n)=1-(n/n'), где су n и n' индекс преламања за прву и другу средину (дати израз важи за прелаз светлости из ваздуха у стакло, где је индекс за ваздух n=1, а n' је индекс преламања стакла).
Снелов закон важи и за одбијање светлости, што је лако показати узимајући n=1 за упадну светлост, и n'=-1 за светлост која се одбија:
n'sinα '= nsinα (закон преламања светлости), постаје закон одбијања светлости, sinα'=-sinα, тј α'=-α.
Као и закон одбијања, и закон преламања светлости се може извести из векторског 
прорачуна, из Ферминог принципа, или из теорије електромагнетних таласа.

#### Индекс преламања светлости
Индекс преламања (рефракције) светлости је број обрнуто сразмеран брзини простирања светлости кроз оптичку средину. Пошто је степен преламања светлости у средини, у преласку из вакуума (и, практично, ваздуха), сразмеран промени у брзини светлости, број (обрнуто) сразмеран брзини светлости у средини, у односу на јединичну вредност брзине у вакууму, назива се индекс преламања, по правилу означен са n.
Према томе, брзина светлости у датој средини је дата са c/n, где је c брзина светлости у вакууму.
Израз за вредност индекса преламања се заснива на Максвеловим једначинама електромагнетног поља, по којима је брзина светлости у вакууму дата са:
{\displaystyle c={\frac {1}{\sqrt {\varepsilon _{0}\mu _{0}}}}} ........ (23)
где су ε0 и μ0 електрична и магнетна пропусност вакуума (енг. permittivity/permeability). Брзина простирања у другим срединама дата је са:
{\displaystyle c'={\frac {1}{\sqrt {\varepsilon \mu }}}=} ........ (24)
где су ε и μ електрична и магнетна пропусност средине. Индекс преламања средине дат је са:
{\displaystyle n={\frac {c}{c'}}={\sqrt {\frac {\varepsilon \mu }{\varepsilon _{0}\mu _{0}}}}} (25)
где је c' брзина простирања светлости у њој. Пошто се магнетна пропусност практично не мења у уобичајеним оптичким срединама у односу на вакуум, индекс рефракције средине је дат са:
{\displaystyle n={\sqrt {\varepsilon }}} ........ (26)
 Индекс преламања средине се мења са таласном дужином светлости. У распону таласних дужина светлости, смањује се од најкраћих таласних дужина (љубичасте) према дужим. Другим речима, различите таласне дужине светлости се у датој средини преламају различито. У начелу, краће таласне дужине се преламају јаче од дужих. Ово има као последицу разилажење светлосних таласа вишеталасне светлости по преласку из једне у другу средину.
Слика десно приказује промену индекса преламања у зависности од таласне дужине за неколико различитих врста стакла.

#### Изрази за одређивање индекса преламања
Пошто се индекс преламања мења са променом таласне дужине светлости, постоји практична потреба да се индекс за различите дужине може са довољном тачношћу добити рачунским путем, користећи одговарајући израз. То је много једноставније него мерити индекс за сваку таласну дужину за коју је потребан.

##### Кошијева формула
До првог таквог израза дошао је 1836. француски математичар Огистон-Луи Коши (Augustin Louis Cauchy, 1789-1857), по њему познат као Кошијева једначина:
{\displaystyle n_{\lambda }=A+{\frac {B}{\lambda ^{2}}}+{\frac {C}{\lambda ^{4}}}} ........ (27)
где је λ таласна дужина, а А, Б, Ц... коефицијенти, чија вредност се одређује решавањем једначине за три познате вредности n и λ. У распону видљивог зрачења (светлости), Кошијева једначина је тачна до око једног стохиљадитог (један у петој децимали). За оптичка стакла су најчешће довољна само прва два члана.

##### Селмејерова формула
У 1871. немачки физичар Волфганг фон Селмејер (Wolfgang von Sellmeier) даје нешто сложенији израз, који није битно тачнији у распону светлости, али јесте у ширем распону електромагнетног зрачења, нарочито за инфрацрвено зрачење:
{\displaystyle n_{\lambda }^{2}=1+{\frac {B_{1}\lambda _{0}^{2}}{\lambda _{0}^{2}-C_{1}}}+{\frac {B_{2}\lambda _{0}^{2}}{\lambda _{0}^{2}-C_{2}}}+{\frac {B_{3}\lambda _{0}^{2}}{\lambda _{0}^{2}-C_{3}}}} ........ (28)
или, у општем облику:
{\displaystyle n_{\lambda }^{2}=1+\Sigma {\frac {B_{i}\lambda _{0}^{2}}{\lambda _{0}^{2}-C_{i}}}} ........ (28.1)
где су Bi и Ci коефицијенти, први чисто бројни, други изражени у истој јединици као таласна дужина λ (зато понекад дати као λi). За Селмејерову формулу са шест коефицијената (три Bi и три Ci) потребно је измерити индекс преламања за 6 различитих таласних дужина, на основу чега се одређују вредности коефицијената. 
Посебна предност Селмејеровог израза је да је заснован на физичким чиниоцима преламања светлости (атомско-молекуларна резонанција изазвана светлосном енергијом), тј. показује апсорпционе појасе за вредности коефицијената Bi једнаке таласној дужини λ (што се у начелу догађа изван видљивог дела зрачења).
Оба израза захтевају да је апсорпција светлости у стаклу занемарљива, што у начелу важи за видљив део електромагнетског спектра (светлост).
Различите изразе за налажење приближне вредности индекса преламања такође су дали Хартман (Hartmann), Хелмхолц-Кетелер-Друд (Helmholtz-Ketteler-Drude), Херцбергер (Herzberger), Гефкен (Geffcken), Шот (Schott), Бачдал (Buchdahl), и други.

### Разилажење боја (таласних дужина) светлости
Разилажење таласних дужина вишебојне светлости (енг. dispersion) је непосредна последица промене индекса преламања са таласном дужином (слика 12). У начелу, краћи таласи се преламају јаче од дужих таласа (слика десно). 
Уобичајено мерило раздвојне моћи оптичке средине је Абеов број, чији општи облик је:
{\displaystyle V={\frac {n}{\delta n}}} ........ (29)
где је n индекс преламања средишње таласне дужине изабраног распона таласних дужина, а δn је разлика у индексу преламања између изабране кратке и дуге таласне дужине у датом распону. Избор распона и таласних дужина зависи од намене показатеља. У индустрији оптичког стакла, најчешће се користи Абеов број који као средишњу таласну дужину има Фраунхоферву линију e или d, као кратку таласну дужину Фраунхоферву линију F, и као дугу C:
{\displaystyle V={\frac {n_{e}}{n_{F}-n_{C}}}} ........ (29.1)
Раздвојна снага је обрнуто сразмерна Абеовом броју: што је нижи, раздвојна снага је већа.
Степен дељења светлости у оптичком стаклу се такође може изразити као просек у одређеном распону таласних дужина.
Слика десно приказује начин дељења светлости по преласку из оптички гушће у оптички ређу средину - на пример, из стакла у ваздух - где се најкраћи таласи, коју видимо као плаву светлост, преламају највише, а најдужи, које видимо као црвену светлост, најмање.
Разилажење таласних дужина вишебојне светлости по преласку у средину са различитим индексом преламања је узрок уздужне и попречне хроматске аберације.

### Пренос светлости
Пренос светлости (енг. light transmission) је назив који се употребљава за две различите појаве везане за кретање светлости кроз оптичке средине. Једна је пренос енергије на граничној линији између две средине са различитим индексом преламања, а друга је пренос енергије кроз оптичку средину, за дату јединицу дужине.
Пренос светлости се такође остварује одбијањем, тј. рефлексијом, али је уобичајено да се одбијена светлост назива пренетом само у случају површина чија ја сврха одбијање светлости, док је у случају преноса светлости кроз оптичке средине одбијена светлост губитак у преносу.
Пренос енергије одбијањем, или рефлексијом, изражен коефицијентом одбијања, или рефлексије, одражава губитке због преноса светлости кроз површину одбијања (рефлективну површину), због неуједначености површине у степену рефлективности и због распршења светлости у другим правцима због храпавости површине.
 Пренос енергије на граничној линији између две средине може да се односи било на одбијање (као што је напоменуто, у случају површина чија је сврха одбијање светлости), или на преламање, тј. рефракцију светлости. У првом случају пренос енергије је дат коефицијентом одбијања (рефлективности) површине. У другом, у случају површина чија је сврха пренос светлости, пренос је једнак разлици између јединичне енергије и коефицијента одбијања.
  
Пренос енергије светлости кроз оптичку средину одражава губитке због упијања дела светлости од стране средине, као и губитке услед распршавања светлости у другим правцима било због међудејства светлосних таласа и молекула средине (Рејлијево распршење), неуједначености молекуларног састава, или присуства структуралних неправилности (на пример, у случају оптичког стакла, због присуства микроскопских и већих мехурића). Другим речима, губитак светлости (енг. attenuation) дат је разликом између енергије на почетку и крају пута кроз дату средину.
Укупан пренос светлости кроз оптички склоп једнак је почетној енергији умањеној за губитке у одбијању (за одбијајуће површине) и губитке у преносу (за преламајуће површине и оптичке средине). Губици светлости у преносу кроз оптичку средину дати су коефицијентом слабљења (енг. attenuation coefficient), који представља збир коефицијента упијања (енг. absorption coefficient), и коефицијента распршења светлости (енг. scattering coefficient) за дату средину.
У општем облику, слабљење светлосне енергије као последица упијања и распршења светлости изражено је са:
I'=I-(а+s)z ........ (30)
где су I и I' почетна и коначна енергија, а је коефицијент упијања, s је коефицијент распршења, и z је дужина пута кроз дату средину.

#### Френелове формуле преноса (преломљене) светлости
Теоретски пренос енергије, у случају савршено уједначене оптичке средине датог индекса преламања n, одређен је Френеловим једначинама. Једначине за одбијање светлости дате су у том одељку. Френелове једначине за пренос светлости у случају с-поларизоване и п-поларизоване светлости, као распон поља пренете светлости у јединици распона поља упадне светлости:
{\displaystyle p_{\bot }={\frac {E_{p}}{E_{u}}}={\frac {2n_{u}cos(\alpha _{u})}{n_{u}cos(\alpha _{u})+n_{p}cos(\alpha _{p})}}} ........ (31),
и
{\displaystyle p{\|}={\frac {E_{p}}{E_{u}}}={\frac {2n_{u}cos(\alpha _{u})}{n_{u}cos(\alpha _{p})+n_{p}cos(\alpha _{u})}}} ........ (31.1)
Енергија пренете светлости је у случају преламања дата са:
{\displaystyle P={\frac {n_{u}\,cos\alpha _{u}}{n_{p}\,cos\alpha _{p}}}p^{2}} ........ (32)
 где је чинилац уз p2 последица тога да, за разлику од одбијања светлости, код преламања светлост прелази у другу средину, у којој се енергија, сагласно изразу за енергију поља I=2ncε0|Е|2, мења сразмерно са n'/n, и тога што се површина таласног фронта мења због разлике у упадном и преломном углу (слика десно). На пример, пошто се енергија рачуна по јединици површине таласног фронта, повећање његове површине узрокује сразмерно смањење енергије по јединици површине и захтева примену обрнуто сразмерног чиниоца да би се енергија пренетог поља свела на исправну вредност).
 Слика десно приказује како се пропусност мења у зависности од упадног угла, на примеру прелаза п-поларизоване светлости из ваздуха у стакло са индексом преламања n=1.5 (лево), с-поларизоване светлости у истом случају (средина) и п-поларизоване светлости при прелазу из стакла са индексом преламања 1.5 у ваздух. Као и у случају одбијања светлости, упадни углови већи од око π/6 су углавном само од теоретског значаја.
У случају да светлост пада на преламајућу површину под правим углом, угао у односу на нормалу површине α=0, cosα=1, и једначине 28-28.1 се поједностављују у:
{\displaystyle p_{\bot }={\frac {E_{p}}{E_{u}}}={\frac {2n_{u}}{n_{u}+n_{p}}}} ........ (33),
за обе, с-поларизовану светлост и п-поларизовану светлост.
 Френелове једначине за одбијену и пропуштену (преломљену) светлост су комплементарне, тј. њихов збир је сталан, једнак јединичној вредности распона упадног поља. Слика десно приказује овај однос за исте случајеве поларизованости и индекса преламања.

#### Упијање светлости
Упијање светлости (енг. light absorption) је појава да атоми средине кроз које се светлост крећу упију и задрже део њене енергије. Уобичајено је да се описује као међудејство атома и фотона светлости. Да ли ће атом упити и задржати један или више фотона зависи од њихових особина, као и молекуларног наелектрисања, тј. јонских веза међу атомима.
У зависности од састава средине, и његове уједначености, упијање светлости може да буде равномерно (линеарно), неравномерно, и издвојено (селективно). Пример издвојеног упијања светлости су Фраунхоферове линије упијања, узроковане упијањем одређених таласних дужина светлости у атмосфери Сунца.
Равномерно упијање енергије светлости, уобичајено у случају оптичког стакла и других оптичких материјала за општу употребу, је изражено са:
Iu=I-аz = I-аL/cosβ ........ (34)
где је I почетна енергија, Iu упијена енергија, а коефицијент упијања, обично по центиметру пута, и z дужина пута кроз дату средину, у истим јединицама као а (дужина пута z за дату осно-паралелну дужину L је обрнуто сразмерна косинусу нагиба зрака, cosβ). У начелу, коефицијент упијања светлости се мења са таласном дужином. За оптичка стакла намењена преносу светлости је најчешће испод 1% по центиметру пута. 
Упијена светлост се претвара у кинетичку енергију (енергију кретања), тј. повећава кинетичку енергију електрона. Пошто електрони могу да користе вишеструке стабилне орбите са вишим нивоима енергије - вишеструке обртне орбите са порастом енергије од 0.01кЈmol-1 (килоџула по молу, или 1,04x10-4 еV) од једног до другог, као и вишеструке вибрационе орбите са порастом енергије од 1кЈmol-1 - количина упијене светлости се не мења равномерно са променом таласне дужине светлости, као што је случај са индексом преламања. 
 За оптичка стакла, упијање најчешће расте према љубичастој (кратким таласним дужинама) и опада према дужим таласима, али не равномерно (слика десно). Знатна одступања од оваквог начина упијања постоје, како у величини, тако и у промени коефицијента упијања са таласном дужином. У случају кречног стакла, на пример, чисто кречно стакло, или прозорско стакло, које има сличан индекс преламања и Абеов број као краун и боросиликатно стакло, због присуства оксида гвожђа има коефицијент упијања знатно већи за црвену него за светлост краћих таласа, двадесетак пута већи него у случају ова два стакла. Друге врсте кречног стакла, због другачијих примеса, се такође битно разликују у овом погледу: зелено кречно стакло, ком се додају 3-оксиди гвожђа и хрома да се смањи пренос сунчеве светлости, има сличну криву промене коефицијента упијања по таласним дужинама као чисто кречно стакло, али је његова вредност неколико пута већа у целом распону таласних дужина. 
Стопа упијања светлости изражена је коефицијентом упијања, који је дат са:
а=4πк/λv ........ (35)
где је к, коефицијент слабљења, имагинарни део комплексног индекса преламања, а λv таласна дужина светлости у вакууму. Реални део комплексног индекса преламања је једнак индексу преламања, који се не мења због губитака светлосне енергије, док његов имагинарни део одражава ефективну промену вредности индекса преламања и пермитивности у односу на (непромењени) распон магнетног поља (израз 11).
У случају оптичког стакла, које има равномерну густину, тј. индекс преламања, све до молекуларног нивоа, као и врло низак ниво страних честица, распршење је занемарљиво, и коефицијент слабљења је практично једнак коефицијенту апсорпције.

#### Распршење светлости
У случају да средина кроз коју се светлост креће није равномерна у густини, тј. индексу преламања, или садржи стране честице, долази до делимичног распршења светлости у међудејству са овим неравномерностима. Основни теоретски приступ посматра ове неравномерности као сфере, где својства распршења зависе првенствено од величине ове сфере у односу на таласну дужину светлости.
 У случају кад су неравномерности мање од 1/10 таласне дужине светлости, долази до тзв. Рејлијевог распршења (енгл. Rayleigh scattering), које је симетрично у односу на нормалу на теоретску сферу. Веће неравномерности узрокују тзв. Ми распршење (енгл. Mie scattering, Gustav Ludwig Mie, 1868–1957), у ком је сразмерно више енергије распршено на страни сфере у правцу кретања светлости (слика десно).
Основни облик израза за губитак светлосне енергије услед распршења је исти као у случају апсорпције, с тим што је коефицијент упијања (израз 34) замењен коефицијентом распршења s:
Ir=I-sz ........ (36)
И Рејлијево и Ми распршење су еластични, што значи да је распршена светлост исте таласне дужине као улазна светлост (у случају нееластичног распршења - енг. inelastic scattering - таласна дужина распршене светлости се мења). Међутим, битно се разликују у промени јачине распршења са таласном дужином λ: Рејлијево распршење је обрнуто сразмерно λ4, док је Ми обрнуто сразмерно λ2 (Рејлијево распршење светлости око молекула ваздуха, које је знатно веће за плаву и љубичасту светлост, је узрок зашто небо видимо плаво).

## Таласна својства светлости
Таласна својства светлости су својства таласа који је чине и, непосредно везано с тим, својства простирања и облици међудејства светлосних таласа.
У погледу таласног састава, својство светлости је представљено распоном таласних дужина, тј. учесталости светлосних таласа које је сачињавају, као и распоредом јачине зрачења унутар тог распона.
Једно од својстава самог светлосног таласа је постојаност равни у којима његово електрично и магнетно поље осцилују. Ово својство се назива поларизација светлости.
Међудејство таласа светлости који се сусрећу у простору назива се укрштање (интерференција) светлости.
Својство светлости да се шири у другим правцима од линије праволинијског кретања, као и појаве узроковане тиме, назива се одвајање (дифракција) светлости.
Степен повезаности фазе различитих таласа који чине светлосно поље назива се кохерентност светлости.

### Таласни састав светлости
Основно својство светлости је њен таласни састав, или лепеза зрачења (енг. radiation spectrum), представљена таласним дужинама - тј. учесталостима - таласа који је чине, као и њиховим јачинама. У погледу таласног састава светлост се дели на једнобојну, или монохроматску, и вишебојну, или полихроматску. 
Строго говорећи, једнобојна светлост се састоји од само једне таласне дужине. Таква светлост, међутим, није позната у природи, и практично најчешће се не разликује значајно од тзв. привидно једнобојне (енг. quasi-monochromatic), која је дефинисана као светлост са највећим делом енергије у једној таласној дужини, или у врло уском распону таласних дужина. Таква светлост има врло сличне, практично најчешће исте особине као једноталасна светлост.
 Светлост природног порекла по правилу је вишебојна, тј. састоји се таласа чије се дужине, односно учесталости, знатно разликују. Природна светлост је такође по правилу неуједначене јачине у распону таласних дужина које је чине. Као пример, слика десно приказује таласни састав Сунчеве светлости ван Земљине атмосфере, и на површини Земље (тзв. директна сунчева светлост, која стиже непосредно од Сунца; стварна, или тзв. глобална светлост (енг. global sunlight) на површини Земље увек садржи и светлост одбијену од околних рефлективних површина, што додатно (уз атмосферу) мења својства Сунчеве светлости. 
У начелу, распоред јачине зрачења у односу на таласне дужине је одређен првенствено температуром објекта који зрачи. У природи, овај распоред је увек у извесној мери измењен упијањем (најчешће) и доданим зрачењем средина кроз које светлост пролази. У случају сунчеве светлости, многе таласне дужине су упијене од стране елемената Сунчеве атмосфере. Лепеза сунчевог зрачења је додатно знатно измењена упијањем од стране елемената Земљине атмосфере (кисеоник, водена пара, угљен-диоксид и други).
У оквиру десно горе приказан је таласни састав зрачења савршеног топлотног извора, тзв. црног тела (енг. black body radiation), за неколико различитих температура. У одсуству утицаја средине, распон зрачења далеко превазилази границе видљивог, са јачином која се равномерно мења сагласно Планковом закону зрачења црног тела ( енгл. Planck's law), са врхунцем јачине зрачења који се са повећањем температуре тела помера према краћим таласима (Винов закон помака, енгл. Wien displacement law).

### Кохерентност светлости
Усклађеност (кохерентност) је својство светлости које се односи на постојаност промене таласне фазе. Сам талас је кохерентан ако је промена његове фазе потпуно равномерна, и дотле док је равномерна. У кохерентном таласном снопу сви таласи су у истој фази, и нема прекида и неравномерности у таласном периоду. 
 
 Овако описана светлост је теоретске идеализација, јер такви савршени таласи не постоје у природи. Природна светлост је између кохерентне и некохерентне, са сталним насумичним променама у фази и распону (слика десно). Следствено томе, њена својства, укључујући кохерентност, могу се изразити само користећи просечне вредности, тј. поступцима статистичке оптике. 
Узроци насумичности су вишеструки: (1) сама природа испуштања светлосних таласа из атома, који бивају насумично побуђени у кратким временским периодима и имају променљиво узвратно дејство, (2) разлике у овим својствима таласа од атома до атома, и (3) неравномерност индекса преламања средина кроз које се таласи крећу. 

#### Временска кохерентност
Кохерентност светлости се посматра у два основна оквира: први је кохерентност светлости тачкастог извора, где се посматра постојаност фазе таласа који извире из једне тачке (практично, сноп таласа са врло мале површине) у времену (енг. temporal coherence). Постојаност, тј. степен кохерентности, се овде мери дужином времена у ком је промена фазе приближно равномерна. Овај период времена се зове време кохерентности (енг. coherence time), а одговарајућа дужина пута коју светлост пређе у том периоду је дужина кохерентности (енг. coherence length). Једнобојна светлост из постојаног извора има висок степен временске кохерентности.
Основни узрок временске некохерентности је вишебојност светлости. Природни извори по правилу одашиљу светлост у одређеном распону учесталости, тј. у већем броју таласних дужина. Због тога се фазни однос између различитих таласних дужина непрестано мења током њиховог простирања. Као последица тога, временски период у ком је однос фаза приближно непромењен је врло кратак; за белу (сунчеву) светлост оно је око 2.6x10-15 секунде, са одговарајућом дужином кохерентности од 780нм (нанометара, 0.00078мм).

#### Просторна кохерентност
Други оквир у ком се посматра кохерентност светлости је у случају проширеног светлосног извора, где је мерило кохерентности постојаност фазе између таласа из његових различитих делова (слика десно). Овај вид кохерентности (енг. spatial coherence) се мери у истом тренутку времена, али у две различите тачке простора, обично у равни попречној на правац простирања светлости. Пошто се проширен извор састоји од већег броја тачкастих извора, кохерентност светлости коју ствара проширен светлосни извор има оба чиниоца, временски и просторни. 
 У случају просторне некохерентности, узрок је насумична разлика у почетној фази таласа из различитих тачака проширеног извора, што је класична претпоставка природе светлости са проширеног извора. Ако је почетна фаза уједначена на целој површини извора, светлост коју он одашиље је кохерентна. Међутим, овакав извор може и не мора да буде потпуно кохерентан са становишта уобичајеног мерила кохерентности, изражености линија укрштања. Разлог је најједноставније објаснити на примеру Јанговог интерферометра, где линије укрштања стварају таласи који пролазе кроз два мала отвора (слика десно). Са повећањем површине извора све већи број таласа пролази кроз ове отворе, до којих због разлика у дужини пута стижу у различитим фазама. Услед тога, поље створено иза два отвора постаје некохерентно; пошто сваки пар приближно кохерентних таласа производи линије укрштања са помаком у односу на друге такве парове, тамне и сјајне линије се мешају, што доводи до слабљења њихове изражености. 
У начелу, израженост линија укрштања за дату удаљеност и размак отвора слаби са повећањем линеарног пречника извора. За произвољну удаљеност и размак, израженост слаби са повећањем угаоног пречника извора.

#### Степен кохерентности светлости
За статистички устаљен талас (енг. stationary wave), за који је просек одступања сталан за дати временски период - што је својство светлосних таласа већине природних извора - степен кохерентности мери се постојаношћу фазе две таласне функције истог таласа у различитом временском оквиру за временску кохерентност, и постојаношћу фазе две таласне функције у различитим тачкама за просторну кохерентност.
Степен кохерентности светлости одређује начин на који се светлосни таласи укрштају, тј. стварни производ њиховог међудејства. У начелу, кохерентни таласи се, због свог сталног фазног односа, сабирају на нивоу распона, са јачином, или енергијом сразмерном квадрату збирног распона. Са друге стране, некохерентни таласи се због непостојања сталног фазног односа сабирају непосредно као енергија, тј. као квадрати распона појединих таласа. 
 Слика десно приказује разлику у збирању кохерентне и некохерентне светлости на примеру слике два тачкаста извора на растојању Рејлијевог лимита, 1,22λF, где је F фокални рацио. У случају кохерентне светлости, збирање, а тиме и дифракциона слика, су условљени фазном разликом између два извора. Ако је разлика једнака π/2, слика је иста као за некохерентну светлост. У случају да је једнака нули, слике два извора се потпуно спајају, док су у случају фазне разлике π две слике потпуно раздвојене, јасније него у случају некохерентне светлости.
Делом кохерентни таласи се сабирају делом као енергија и делом на нивоу распона, у односу који зависи од степена кохерентности.

##### Функција узајамне јачине
Степен кохерентности светлости, дакле, одређује производ међусобног дејства светлосних таласа, што му даје теоретски и практични значај. У општем облику, степен кохерентности светлости изражен је функцијом узајамне кохерентности (енг. mutual coherence function), такође званом функција узајамне, или заједничке јачине: 
{\displaystyle G({\vec {r}}_{1},{\vec {r}}_{2},\tau )=\langle V^{*}({\vec {r}}_{1},t_{1})\,V({\vec {r}}_{2},t_{2})\rangle } ........ (37)
где је {\displaystyle {\vec {r}}} просторни вектор који одређује положај тачке, t је временски период (који не мора да буде сразмеран апсолутној вредности просторног вектора, јер сталност брзине кретања таласа није претпостављена), τ=t1-t2 је временски помак између две таласне функције, V је комплексна таласна функција датог таласа, и V* је комплексна везница (енг. complex conjugate), тј. њена негативна вредност у комплексним координатама, V*=-V (употреба комплексне везнице V* уместо V је неопходна јер производ распона представља јачину, која је у основи квадратна, док су са фазорима као непосредним комплексним величинама, тачне само линеарне операције).
 Овај израз је математички међуоднос (енг. cross correlation) две насумичне таласне функције представљене њиховим статистичким просеком. Слика десно даје пример насумичне промене фазе и распона таласа приказаних у Аргановом дијаграму (горе лево, фазори, који представљају распон и фазу таласа у датом тренутку времена, се надовезују у временском редоследу, десно су приказани са заједничком почетном тачком у средишту дијаграма). Доле су приказани комплексна везница почетног таласа у тренутку t, као и разлика у фази и распону у односу на талас у другом тренутку.
У случају да је r1=r2, функција узајамне кохерентности постаје само-однос (енг. self-correlation), за исти талас у истој тачки али са временским помаком T, тј. постаје функција временске кохерентности (енг. temporal coherence function): 
{\displaystyle G(\tau )=\langle V^{*}(t_{1})\,V(t_{2})\rangle =\lim _{T\rightarrow \infty }{\frac {1}{2T}}\int _{-T}^{T}V^{*}(t_{1})\,V(t_{2})\,dt} ........ (38)
где је T посматран временски интервал.
У случају кад је t1=t2, тј. временска разлика τ=0, израз (38) представља функцију просторне кохерентности: 
{\displaystyle G({\vec {r}}_{1},{\vec {r}}_{2})=\langle V^{*}({\vec {r}}_{1})\,V({\vec {r}}_{2})\rangle } ........ (39)
Вредност функције узајамне кохерентности у истом тренутку времена (тј. за временски помак τ једнак нули), у случају временске кохерентности, као и за исту тачку у простору у случају просторне кохерентности (тј. за просторни помак р1-р2=0, или р1=р2), назива се узајамна, или заједничка јачина (енг. mutual intensity).

##### Комплексни степен кохерентности
Пошто је за израчунавање функције кохерентности неопходно знати физичка својства извора, практичнији је облик у ком је степен кохерентности изражен као непосредно мерљива сведена (енг. normalized) вредност, дељењем функције кохерентности са јачином поља. Овим се добија тзв. комплексни степен кохерентности (енг. complex degree of coherence), који се у општем облику може изразити као:
{\displaystyle \gamma ({\vec {r}}_{1},{\vec {r}}_{2},\tau )={\frac {G({\vec {r}}_{1},{\vec {r}}_{2},\tau )}{[I(r_{1})I(r_{2})]^{1/2}}}} ........ (40)
где је {\displaystyle I=G({\vec {r}},{\vec {r}},0)=\langle |V({\vec {r}},{\vec {r}},0)|^{2}\rangle } просечна јачина таласа за r1=r2=р и τ=0, тј. у истој тачки за просторну кохерентност, или у истом тренутку времена за временску кохерентност.
За временску кохерентност,
{\displaystyle \gamma (\tau )={\frac {G(\tau )}{G_{0}}}={\frac {\langle V(t_{1})^{*}V(t_{2})\rangle }{\langle V(t)^{*}V(t)\rangle }}={\frac {I(\tau )}{I(0)}}} ........ (41)
и за просторну:
{\displaystyle \gamma ({\vec {r}}_{1},{\vec {r}}_{2})={\frac {G({\vec {r}}_{1},{\vec {r}}_{2})}{G_{r}}}={\frac {\langle V(r_{1})^{*}V(r_{2})\rangle }{\langle V(r)^{*}V(r)\rangle }}={\frac {I(r_{1},r_{2})}{I(r)}}} ........ (42)
Општи израз (37), и сви изведени изрази, су мерило степена кохерентности првог реда. Степен кохерентности вишег реда укључује додатне тачке у случају просторне кохерентности, и додатне временске помаке у случају временске.
Вредност комплексног степена кохерентности се креће између нуле, за потпуно некохерентну светлост, и један за кохерентну светлост, тј. 0<|γ|<1. Другим речима, ако у односу фаза две статистичке таласне функције не постоји ни најмањи степен повезаности, светлост је потпуно некохерентна. Са степеном повезаности расте и степен кохерентности, и однос фаза постаје сталан за кохерентну светлост. 
Вредност комплексног степена кохерентности је неопходна за прорачун збирне јачине (енергије) светлосних таласа, која је за статистички устаљена светлосна поља (тј. она чији је просек промене фазе и распона у датом временском периоду сталан) дата са:
{\displaystyle I=I_{1}+I_{2}+2{\sqrt {I_{1}I_{2}}}\gamma _{1,2}\delta _{1,2}} ........ (43)
где је I јачина таласа, а δ њихова фазна разлика, као и за прорачун изражености линија укрштања у интерферометрима:
{\displaystyle \upsilon ={\frac {I_{max}-I_{min}}{I_{max}+I_{min}}}={\frac {I-I_{1}-I_{2}}{2{\sqrt {I_{1}I_{2}}}}}} ........ (44)
Комплексни степен кохерентности се такође користи за изражавање основних мерила кохерентности светлости: комплексни степен временске кохерентности за период кохерентности и одговарајућу дужину кохерентности, а комплексни степен просторне кохерентности за површину кохерентности.
У оба случаја, основа је најмања вредност степена кохерентности за коју се светлост сматра кохерентном за дату сврху. У случају временске кохерентности, комплексни степен кохерентности се мења као функција временског помака t1-t2=τ, а у случају просторне као функција просторног помака r1-r2=ρ. Размак између позитивне и негативне најмање вредности комплексног степена кохерентности г одређује период, тј. површину кохерентности у датом оквиру (слика десно).

##### Вен Ситарт-Зернике теорија
Степен кохерентности светлости са проширеног некохерентног извора посматраног из Фраунхоферовог дифракционог домена опада са повећањем угаоне величине површине израчења. Зависност између ове две величине одређена је Вен Ситарт-Зернике (Van Cittart-Zernike) теоријом, по којој је функција опадања кохерентности светлости са некохерентног проширеног извора, представљена Фуријеовом трансформацијом профила јачине некохерентног извора, слична распону поља кохерентног извора представљеног Фуријеовом трансформацијом профила распона кохерентног извора.
У случају кад извор има облик уског правоугаоног прореза, случај важан за експерименталне сврхе, Ситарт-Зерникеова теорија даје степен кохерентности светлости са оваквог извора у геометрији Јанговог огледа, дакле са два мала отвора кроз које пролази светлост са проширеног извора и ствара линије укрштања, као синк функцију:
{\displaystyle |\gamma _{1,2}|=\left|sinc{\frac {W\theta }{\lambda }}\right|=\left|sinc{\frac {WD}{\lambda z}}\right|} ........ (45)
где је W ширина прореза, θ=D/z угаони размак две тачке на размаку D са даљине z у Фраунхоферовом домену, и λ таласна дужина светлости.
У случају кружног некохерентног извора, степен кохерентности је представљен функцијом истоветном функцији ширења тачке, која се може изразити као сведена Беселова функција првог реда (J1):
{\displaystyle |\gamma _{1,2}|=\left|{\frac {2J_{1}\left({\frac {\pi S\alpha }{\lambda }}\right)}{\left({\frac {\pi S\alpha }{\lambda }}\right)}}\right|=\left|{\frac {2J_{1}\left({\frac {\pi SD}{\lambda z}}\right)}{\left({\frac {\pi SD}{\lambda z}}\right)}}\right|} ........ (46)
где је α угаони, а S линеарни пречник извора. Пошто је прво дно (енг. first minima) - практично нула - ове функције за вредност аргумента (независно променљиве) 3,832, или 1,22π, полупречник кружнице унутар које се налази средишњи врх (енг. central maxima) је:
rc=D/2=1,22λ/α ........ (47)
и назива се размак, или полупречник кохерентности (енг. coherence radius). Сликовно, средиште ове функције кохерентности је на једном од два отвора, док вредност функције на удаљености другог отвора одређује степен кохерентности, тј. видљивост линија укрштања.
Унутар овог круга се налази површина - у овом случају кружна - кохерентности, одређена најмањом вредношћу γ за коју се светлост у датом оквиру сматра кохерентном. Просечна вредност γ за кружницу полупречника 1,22π/α је 0.23, дакле просечна кохерентност за цео круг је ниска. 
 На примеру звезде, потребан размак огледала Миклсоновог звезданог интерферометра при ком су нестале линије укрштања од светлости са црвеног џина Бетелгеза у сазвежђу Ориона био је 3,073м за просечну таласну дужину λ=0.000575мм. То значи да је одговарајући угаони пречник звезде 0.047" лучних секунди. Тако је први пут измерен угаони пречник звезде и, на основу познате удаљености, одређена њена величина. 
Слика десно приказује везу између угаоне величине звезде и угаоног полупречника Ери диска, који је обрнуто сразмеран пречнику отвора. У датом случају две угаоне величине су једнаке, што значи да је просечна кохерентност светлости са звезде - тј. просечна вредност γ - једнака 0,23 (PSF означава Point spread function, тј. функцију ширења тачке).
У случају Јупитера, који се у телескопу лако види као приближно кружна површина просечног пречника од око 40 лучних секунди, размак кохерентности је, за просечну таласну дужину λ=0.0006мм, свега 3.1мм. То значи да би светлост са Јупитера била претежно кохерентна (γ>0,5) у телескопу пречника отвора мањег од 2мм.

### Поларизација светлости
Поларизација светлосног таласа је својство које означава одређен облик правилности у оријентацији равни осциловања електричног поља (а тиме и магнетног поља, које осцилује под правим углом у односу на електрично). У начелу, природни извори светлости производе неполаризовану светлост, чији таласи насумично мењају оријентацију равни осциловања приближно сваких 10-8 секунде. До поларизације, делимичне или потпуне, може да дође проласком кроз средину која упија таласе са одређеним оријентацијама. Такође, до одређених облика поларизације може да дође у посебним случајевима међудејства поларизованих таласа, или у посебним случајевима одбијања светлости.
 Слика десно приказује кретање електромагнетног таласа како је обично представљено, у облику линеарно поларизованог таласа чије електрично поље током кретања осцилује у једној истој равни, са магнетним пољем које осцилује у равни нормалној на раван осциловања електричног поља, истог распона (у вакууму) и у истој фази с њим. Гледајући у линији простирања таласа, према извору, две равни су у непромењеном положају у простору (горе десно). Код неполаризоване светлости раван осциловања електричног поља - с равни осциловања магнетног поља увек нормалном на њу - се насумично мења (доле лево), као последица неравномерности у распореду и положају атома који је израчују.
У међудејству поларизованих таласа различитих својстава настају облици поларизације другачији од почетних таласа у међудејству. Коначан облик зависи од врсте поларизације таласа, њиховог просторног односа, распона и фазне разлике. Најједноставнији случај је међудејство два линеарно поларизована таласа у фази, на истој линији кретања, чије су равни електричног осциловања нормалне једна на другу, и са истим распоном поља. У случају два таква таласа, који се могу изразити као:
{\displaystyle E_{x}(x,t)={\hat {z}}E_{0}\,cosk(x-\tau )} и {\displaystyle E_{x}(x,t)={\hat {y}}E_{0}\,cosk(x-\tau )} ........ (48)
где је Е таласни распон, исти за оба таласа, k=2π/λ је, као раније, периодни број, cos(x-τ) је таласна функција у којој је {\displaystyle \tau } време у јединицама временске дужине таласног периода υ=λ/c, док су {\displaystyle {\hat {z}}} и {\displaystyle {\hat {y}}} јединични вектори, који означавају да су и сами распони векторске величине, и такође својим знаком одређују оријентацију равни осциловања. 
Слика 28 (лево) показује збирну осцилацију ова два поларизована електрична поља са нормалним равнима осциловања за дате вредности {\displaystyle \tau }. Произведен талас је је такође поларизован, са вектором распона датим векторским збиром два осцилујућа поља у свакој тачки простора/времена (ово у начелу важи и за таласе са различитим распонима, и са равнима осциловања под произвољним углом). Овај талас има исти период и фазу као два таласа од којих је настао, увећан распон и измењену оријентацију равни осциловања.

#### Елиптична и кружна поларизација
Ако два оваква поларизована таласа нису у фази, раван осциловања се током кретања обрће око линије кретања. У случају кад је фазна разлика између њих -π/2, произведен талас има сталан распон, једнак распону ова два таласа, са равни осциловања која се обрће око линије кретања у правцу супротном кретању казаљке на сату, гледано и правцу извора. Овакав талас се назива кружно-лево поларизован талас (енг. left circularly polarized), или светлост (слика 28, средина). Ако је фазна разлика δ=π/2, добија се кружно-десно поларизован талас.
Оба претходна примера су посебни случајеви. У начелу, два поларизована таласа са произвољном разликом у фази и распону, производе елиптично поларизовану светлост, која такође може бити лево или десно поларизована (слика 28, десно).

### Укрштање (интерференција) светлосних таласа
Укрштање (интерференција) светлосних таласа је, у општем смислу, међудејство два или више таласних поља услед којег долази до стварања збирног поља са, у начелу, другачијим својствима. Као такво, укрштање светлости је уско везано са одвајањем, или дифракцијом светлости, која је последица преклапања косих светлосних таласа у пољу иза препреке на њиховом путу.
Појава укрштања светлости се користи у посебним оптичким склоповима, званим интерферометри, којима се установљавају својства светлости (нпр. облик таласног фронта произведеног од стране оптичког склопа за стварање слике), као и својства извора на основу понашања светлости (нпр. Миклсон - Albert Abraham Michelson, 1852-1931 - је помоћу интерферометра утврдио брзину светлости, величину Бетелгеза, итд.). Интерферометри се такође користе изван уже области оптике, у физици, инжењерству, биологији, мерењима, и другим. 
У ужем смислу, укрштањем светлости се назива међудејство таласа које, под одређеним условима, доводи до стварања светлих и тамних линија - тзв. линија укрштања или интерференционих линија. У овом, уобичајеном оквиру, каже се да укрштање таласа постоји ако они производе постојан облик линија укрштања. И, сходно томе, ако таласи не производе постојане линије укрштања, или их не производе уопште, каже се да се такви таласи не преклапају. Ово, међутим, не значи да не долази до међудејства таласа у неком другом облику (нпр. поларизација); у начелу, до међудејства увек долази.

#### Кохерентна светлост
У најједноставнијем примеру међудејства два линеарно, или равно поларизована кохерентна таласа, распон збирног поља је сразмеран векторском збиру распона два поља. Пошто је учесталост светлосних таласа сувише висока да би се распон непосредно мерио у практичним јединицама времена, за прорачун се користи јачина поља, једнака временском просеку квадрата распона поља:
{\displaystyle I_{(1+2)}=\langle ({\vec {E}}_{1}+{\vec {E}}_{2})^{2}\rangle =\langle {{\vec {E}}_{1}^{2}}\rangle +\langle {{\vec {E}}_{2}^{2}}\rangle +2\langle {{\vec {E}}_{1}{\vec {E}}_{2}}\rangle =I_{1}+I_{2}+2I_{12}} ........ (49)
где је последњи чинилац, 2I1I2, тзв. чинилац преклапања (енг. interference term). Овај чинилац показује да јачина збирног поља, за разлику од његовог распона, није једноставно збир јачина два поља, него једнака збиру јачина и чиниоца укрштања. Временски просек овог чиниоца је функција фазне разлике између два таласа:
{\displaystyle I_{12}=2\langle {{\vec {E}}_{1}\cdot {\vec {E}}_{2}}\rangle ={\vec {E}}_{1}\cdot {\vec {E}}_{2}cos\delta } ........ (50)
где је фазна разлика {\displaystyle \delta =({\vec {k}}_{1}-{\vec {k}}_{2}){\vec {r}}-\varphi _{1}-\varphi _{2}} функција разлике у дужини оптичког пута r између два таласа, и такође зависна од разлике у почетној фази, ψ. 
Додатно поједностављујући околности, у случају да су поља, тј. правци распона ова два таласа паралелни, векторски производ је једнак скаларном {\displaystyle {\vec {E}}_{1}\cdot {\vec {E}}_{2}=E_{1}\cdot E_{2}}, временски просек квадрата синусоидне функције cos2(kx-ωt) која описује {\displaystyle \langle E\rangle =E_{0}cos(kx-\omega t)} је једнак 1/2, те је јачина првог таласа {\displaystyle I_{1}=\langle {E_{1}^{2}}\rangle ={\frac {E_{1}^{2}}{2}}}, јачина другог је {\displaystyle I_{2}=\langle {E_{2}^{2}}\rangle ={\frac {E_{2}^{2}}{2}}}, дакле {\displaystyle E_{1}^{2}=2I_{1}}, {\displaystyle E_{2}^{2}=2I_{2}}, и после замене на десној стани и39, јачина збирног поља је дата са:
{\displaystyle I_{(1+2)}=I_{1}+I_{2}+2{\sqrt {I_{1}I_{2}}}\,cos\delta } ........ (51)
У складу с тим, збирна јачина оваква два таласа је највећа кад је cosδ=1, тј. за вредност фазне разлике δ од 0, +/-2π, +/-4π..., а најмања кад је cosδ=-1, тј. за вредности δ од +/-π, +/-3пπ... У зависности од знака чиниоца укрштања, збирна јачина два таласа може да буде већа или мања од простог збира јачина два таласа. У првом случају ради се о позитивном, а у другом о негативном укрштању.
У случају да су ова два таласа такође једнаких распона, највећа јачина збирног таласа је четири пута већа од јачине самог таласа, док је најмања јачина једнака нули. У овом случају, израз (39) постаје I=2I0(1+cosδ) што, користећи косинусну једнакост cos2а=(1+cos2а)/2, води до:
{\displaystyle I_{(1+2)}=4I_{0}\,cos^{2}{\frac {\delta }{2}}} ........ (52)
где је I0 јачина једног таласа. 
Овакви услови постоје, у начелу, у Јанговом огледу (енгл. Young experiment) којим је Јанг произвео линије укрштања светлосних таласа (слика десно). 
 Слика десно приказује поларни граф јачине преклопљених таласа за два врло мала отвора постављена као у Јанговом огледу, тако да се снопови таласа из њих срећу у фази у удаљеној (у односу на величину отвора и размак међу њима) тачки на средишњој линији нормалној на линију која спаја два отвора. Ако су таласи из два отвора истог распона, њихова збирна јачина је највећа у средишњој тачки, и опада са повећањем угла θ под којим се два снопа срећу. Начин на који јачина слаби са повећањем угла, тј. изглед линија укрштања, зависи од размака S између два отвора, сагласно изразу:
{\displaystyle I=4I_{0}\,cos^{2}({\frac {\pi }{\lambda }}S\,sin\theta )} ........ (53)
За S=λ/2 (граф лево, непрекидна линија), укрштање таласа производи само широку средишњу светлу линију угаоне ширине од око 90°, док на већим угловима збирна јачина пада на нулу. Са два пута већим размаком S, средишња линија се сужава, а две шире, али знатно слабије линије укрштања се појављују у углу од 45 до 90 степени (граф лево, испрекидана линија). С даљим повећањем размака, на 6λ (граф десно), линије укрштања се умножавају у широком углу, и за сразмерно мале углове око средишње линије су исте ширине, и приближно исте јачине.
Јангов експеримент је класичан пример преклапања светлости раздвајањем таласног фронта (енгл. wavefront splitting); други уобичајен начин добијања ових линија је раздвајањем таласног распона (енг. amplitude splitting), где се део таласа одбијен од оптичке површине и део који је кроз њу преломљен усмеравају ка заједничкој тачки. Овај начин добијања линија укрштања први пут је употребљен у Миклсоновом огледу из 1887-ме (енгл. Michaelson-Morley experiment).
Слика десно показује склоп и начин рада Миклсоновог интерферометра. Померањем једног од два огледала мења се разлика у оптичком путу између два раздвојена дела таласа, што се одражава на облик линија њиховог укрштања.

#### Некохерентна светлост
У случају два некохерентна таласа, због сталних насумичних промена у фази два поља на врло високим учесталостима, она унутар практичних (тј. много дужих од 1/ω секунди) временских јединица не утичу једно на друго, тј. чинилац укрштања је једнак нули. Збирна јачина је једноставно збир појединачних јачина:
{\displaystyle I=\langle {\vec {E}}_{1}\rangle +\langle {\vec {E}}_{2}\rangle =I_{1}+I_{2}} ........ (54)
То говори да се некохерентна светлост, у начелу, не преклапа, тј. не производи тамне и светле линије укрштања. 

#### Делом кохерентна светлост
Ако два таласа нису ни потпуно кохерентна, ни потпуно некохерентна, него у односу делимичне кохерентности, збирна јачина два таласа је условљена не само фазном разликом међу њима, него и њиховим степеном кохерентности. У случају два таласа, збирна јачина у тачки међудејства дата је са:
{\displaystyle I_{(1+2)}=I_{1}+I_{2}+{\sqrt {2I_{1}I_{2}}}cos\delta \,Re{\gamma _{1,2}}} ........ (55)
где је Reγ1,2=|gama1,2cosφ стварни део комплексног степена кохерентности (φ је фаза γ1,2), који представља степен узајамне кохерентности светлосних таласа у датом временском периоду, са апсолутном вредношћу која се креће од 1 за кохерентну до 0 за некохерентну светлост, док вредности између њих представљају делом кохерентну светлост.

#### Израженост линија укрштања
Израженост линија укрштања зависи од висине највеће и најмање јачине таласа у преклапању. Дата је Микелсоновом формулом:
{\displaystyle \vartheta ={\frac {I_{max}-I_{min}}{I_{max}+I_{min}}}} ........ (56)
где I представља збирну јачину таласа I(1+2). Ова вредност је увек између 0 и 1, где прва означава потпуно одсуство линија укрштања (тј. постоји само равномерна осветљеност), а друга да су линије укрштања највише изражене. Користећи, на пример, израз за збирну јачину два кохерентна таласа (и38), добија се да је израженост линија укрштања. У случају да су два поља иста и паралелна, израженост је највиша могућа, тј. 1.
У случају некохерентне светлости (и42), израженост линија је једнака нули, тј. оне не постоје. И у случају делом кохерентне светлости, користи се јачина дата са I44, што за два таласа исте јачине даје да је израженост линија сразмерна апсолутној вредности комплексног степена кохерентности|γ1,2}.

### Дифракција (одвајање) светлости
Дифракција, или одвајање светлости је укрштање (интерференција) светлосних таласа у околностима кад је поље измењено присуством препреке која заклања део таласног фронта. Једина разлика између укрштања и дифракције је у томе што је у првом случају пажња првенствено посвећена описивању самог укрштања, док је у другом основна веза између својстава заклона и својстава укрштања. 
Дифракција светлости се често сликовито представља као скретање светлости која пролази поред ивице препреке, чиме светлост доспева у простор иза ње. Ово, у основи, није тачно, јер присуство препреке не мења ништа у начину на који се светлост креће: светлост која доспе у простор иза препреке била би тамо и без њеног присуства, и једина разлика је у одсуству дела поља заустављеног препреком. Препрека буквално одваја два дела поља један од другог, чиме се мењају својства поља иза ње.

#### Хајгенс-Френелов принцип
Узрок дифракције је таласна природа светлости, тј. својство таласног поља да се енергија шири не само у правцу кретања таласног фронта, него и у страну. Ово својство таласног поља садржано је у Хајгенсовом принципу, геометријском објашњењу простирања светлости, по ком свака тачка таласног фронта постаје извор светлости шаљући енергију у облику малих сфера - тзв. Хајгенсових таласића (енгл. Huygens' wavelets). Тачке пресека зрака који пролази кроз сваку тачку таласног фронта и сфера које се из њих шире - тачније, тангенте на ту тачку - одређују кретање и концентричну природу таласног фронта. Помоћу овог модела, Хајгенс је објаснио одбијање и преламање светлости.
Ова геометријска основа кретања таласног поља Кристијана Хајгенса, допуњена је од стране Огистена Френела претпоставкама о физичким својствима ових таласића, чиме је омогућено да се, на општем нивоу, објасни управо дифракција светлости, као производ збирања енергија ових Хајгенсових таласића (као што мања слика у оквиру горе десно показује, дифракција је последица недостатка таласа заустављених препреком, како у простору иза препреке, тако и у откривеном делу простора). Овај проширени геометријски модел ширења светлости је стога назван Хајгенс-Френелов принцип ширења светлости (слика десно). Мада без темељне физичке теоретске основе, овај принцип је у сагласности са основним својствима ширења светлосног поља, па се и данас употребљава.

#### Френелове зоне
Дифракциони прорачун у оквиру Хајгенс-Френелове замисли је заснован на појму тзв. Френелових зона, или зона полупериода. Ове зоне на површини таласног фронта одређене су пресеком концентричних сфера са средиштем у тачки посматрања и раздвојене за половину таласне дужине светлости (λ/2) са таласним фронтом. Другим речима, ширина Френелове зоне је размак између две тачке на површини таласног фронта за које је разлика у удаљености од тачке посматрања једнака λ/2, почевши од средишње тачке таласног фронта. Френелове зоне такође на сликовит начин показују на који начин се светлосни таласи збирају у дифракционо поље и стварају дифракциону слику.
Површине Френелових зона су практично једнаке, а таласни допринос две суседне зоне у тачки на оси (P, слика десно) је, због полупериода, супротног знака, јер су две половине периода као слике у огледалу, где свака тачка у једној половини има тачку супротног знака у другој (мали оквир на слици 31). Парови суседних зона такође имају приближно исти чинилац угла израчења, К(χ)=(1-cosθ)/2, који је Френел увео да би појам Хајгенсовог таласића довео у склад са запажањем да јачина светлости слаби са повећањем угла у односу на правац кретања таласног фронта. Према томе, таласни допринос парови суседних зона у осној тачки се приближно потире, тако да се збирни распон за неограничену површину таласног фронта своди на допринос средишње зоне (чак и када је број зона паран, јер допринос најудаљенијих зона тежи нули). Као временски просек, овај збирни распон у тачки P је приближно једнак половини распона средишње зоне, тј.
{\displaystyle E_{P}~E_{0}/2={\frac {A}{r_{0}+r}}\lambda exp{-i[\omega t-k(r_{0}+r)-\pi /2]}} ........ (57)
где је А распон основног таласа, а ω, t и k су, као раније, учесталост, временска променљива и периодни број. Општи облик израза за збирни распон у тачки поља може се представити интегралом:
{\displaystyle E_{P}=A{\frac {exp[\omega t-k(r_{0}+r)]}{r_{0}}}\int \int _{S}{\frac {iks}{s}}K(\psi )\,dS} ........ (58)
где S представља јединичну малу површину на које је издељен таласни фронт, и по којима се врши интеграција, док сам интеграл представља збирни допринос распону од стране Хајгенсових таласића.
Ако се између таласног фронта и тачке посматрања постави заклон са кружним отвором, површина Френелових зона са којих светлост пролази кроз овај отвор се мења са удаљеношћу отвора од таласног фронта. Такође, за ваносне тачке средиште Френелових зона се удаљава од средишта отвора (слика 33, десно). Последица тога је да се особине поља, тј. дифракциона слика коју оно ствара, у присуству отвора, тј. препреке, мењају са удаљеношћу равни посматрања од таласног фронта, и са положајем тачке у овој равни у односу на средишњу тачку таласног фронта. Ово, у начелу, важи и за дифракциону слику створену у простору иза непрозирног заклона, на пример, кружног диска.

#### Физичка теорија дифракције
Прву математичку теорију дифракције светлости, засновану на употпуњеном Хајгенсовом принципу, дао је Френел 1818. Мада се Френелова теорија одлично слагала са експерименталним резултатима, није имала подлогу у темељној физичкој теорији. У 1882. Густав Кирхоф, користећи Максвелове једначине електромагнетног поља објављене у међувремену, поставља прву физички засновану теорију дифракције. Интеграл који описује светлосно поље на основу ове теорије назива се Френел-Кирхофов интеграл.

#### Рејли-Зомерфелд интеграл
Крајем 19. века, Зомерфелд (Арнолд Јоханес Вилхелм Зомерфелд, 1868–1951) одстрањује одређене оквирне неусклађености Кирхофове теорије и, користећи теорију Гринове функције (енгл. Green's function), даје теорију дифракције светлости познату као Рејли-Зомерфелдова теорија. Ова теорија дифракције се сматра најпотпунијом класичном теоријом дифракције светлости. У практичном и теоретском погледу ова два приступа су, међутим, врло слична, и дају приближно иста предвиђања. 
Ако се положај тачке изрази векторском величином, Рејли-Зомерфелд дифракциони интеграл се може изразити као:
{\displaystyle V({\vec {r}}';z_{p})={\frac {1}{\lambda }}\int \,V({\vec {r}}';0)({\frac {z_{p}}{ks}}-\imath z_{p}){\frac {exp[\imath ks]}{s^{2}}}d{\vec {r}}} ........ (59)
 где је {\displaystyle V({\vec {r}}';z_{p})} збирни распон поља у тачки посматрања одређеној даљином равни посматрања zp и просторним вектором {\displaystyle {\vec {r}}'} у тој равни, и k=2π/λ је таласни број (слика десно). Раздаљина између тачке у отвору и тачке у равни посматрања је основна величина, јер одређује фазну разлику таласа који се срећу у свакој тачки поља, а тиме и распон и јачину поља у тој тачки. 
Као што се из геометрије на слици 33 види, ова раздаљина је једнака корену збира квадрата удаљености равни посматрања и висине тачке у њој (Питагорина теорема), који се може рашчланити на биномијални низ:
{\displaystyle s=[z_{p}^{2}+|{\vec {r}}'-{\vec {r}}|^{2}]^{1/2}=z_{p}+{\frac {({\vec {r}}-{\vec {r}}')^{2}}{2z_{p}}}-{\frac {({\vec {r}}-{\vec {r}}')^{4}}{8z_{p}^{3}}}+...} ........ (59.1)
Квадратни чинилац у биномијалном низу има математички облик дефокус аберације и, мада није непосредно повезан са дефокусом као оптичком аберацијом, назива се чиниоцем дефокуса. Слично, чинилац четвртог степена је чинилац сферне аберације.
 У оптици, у начелу је удаљеност равни посматрања zp много већа од полупречника отвора d (оптички склоп за стварање слике практично пројектује сразмерно умањено поље из бесконачности - за паралелне упадне зраке - у раван жиже), што чини 1/ks занемарљиво малим. Такође, s=zp, што значи да косинус угла нагиба тачке P' у односу на P тежи јединици. Ово поједностављује Р-С интеграл, а додатно поједностављење је што се за s може користити само приближна вредност. У зависности од тога која приближна вредност се користи, постоје две основне апроксимације Р-С дифракционог интеграла, зване Френелова и Фраунхоферова. Услов да су применљиве, тј. довољно тачне, је да је размак до равни посматрања довољно велик. Најмањи размак применљивости је много већи за Фраунхоферову него за Френелову апроксимацију. 
Слика 35 приказује како се јачина (енергија) средишње тачке мења са удаљеношћу од кружног отвора (црвена линија) и кружног заклона (црна линија) исте величине. Удаљеност је дата у јединицама D2/λ, која се може сматрати најмањом даљином прихватљивости Фраунхоферове апроксимације. Граф на врху и у средини је Фраунхоферов облик дифракционог интеграла; доњи је потпун Рејли-Зомерфелд интеграл.

#### Френелов домен
Облик интеграла који користи прва два чиниоца биномијалне серије за s (израз 59.1), представља тзв. Френелову дифракцију, или Френелов домен (такође, дифракцију блиског поља, енг. near field diffraction). Овај интеграл је опште применљив, изузев за врло мале отворе, близу таласне дужине светлости, и врло мале раздаљине равни посматрања. Пошто приближна вредност s у изложиоцу не садржи трећи чинилац, Френелов интеграл је довољно тачан под условом да је овај чинилац довољно мали да је kr2/2 много мање од s, тј. за {\displaystyle s>>{\sqrt[{3}]{k|{\vec {r}}-{\vec {r}}'|_{max}^{4}}}/2} (за тачку на оси, р'=0, и {\displaystyle ({\vec {r}}-{\vec {r}}'_{max})} је једнако полупречнику отвора d). Кад то није случај, неопходна је примена Рејли-Зомерфелд интеграла. 
У случају отвора полупречника d=5мм и таласне дужине λ=0.0005мм, на пример, Френелов домен су удаљености веће од {\displaystyle {\sqrt[{3}]{kd^{4}}}/2}, тј. 20 cm од равни отвора.
Слика 36 приказује Френелову дифракцију иза заклона у облику бесконачне полуравни (енг. straight edge diffraction), граф распона (горе), јачине (квадрат распона, у средини) и дифракциону слику поља (доле), у јединицама јачине незаклоњеног поља.
 Слика 37 приказује дифракционе слике у Френеловом домену за различите облике отвора (плава линија) и заклона (црвена линија). Ширина отвора/заклона је 5мм, изузев за прорез, чија ширина је 1,25мм. Даљина извора је око 1,8м, а даљина слике, тј. дифракционог поља, 4м иза отвора/заклона. 
 Следећа слика 38 приказује осне слике дифракционог поља иза кружног отвора на различитим удаљеностима. Пречник отвора је такође 5мм, али је извор у бесконачности, тј. упадни сноп светла чине паралелни зраци. Са повећањем удаљености смањује се број Френелових зона у отвору. Кад отвор садржи паран број пуних зона, збирни распон у средишњем делу поља је нула, и слика показује таман средишњи круг. Са повећањем удаљености се таласи боље збирају, и слика постаје сјајнија, што показује и и одговарајући граф распореда јачине поља изнад слике.

#### Фраунхоферов домен
Кад је квадратни "дефокус" чинилац занемарљиво мали - у начелу за много веће удаљености од најмањег растојања Френеловог домена - он такође може да се изостави из приближне вредности дифракционог интеграла. Домен овог, најједноставнијег облика дифракционог интеграла назива се Фраунхоферов домен, или дифракција далеког поља (енг. far field diffraction). Овај захтев је испуњен кад је s>>kd2/2. Најмања даљина применљивости Фраунхоферовог интеграла је (8d/λ)2/3 пута већа од најмање удаљености Френеловог домена (слика десно). Фраунхоферов интеграл је применљив за приближно паралелне зраке, због чега се понекад назива параксијална дифракциона апроксимација.
Пошто је општи израз за површину Френелове зоне дат са:
{\displaystyle A={\frac {\pi \lambda \rho z_{p}}{\rho +z_{p}}}} ........ (60)
где је ρ полупречник таласног фронта, број Френелових зона у отвору је дат са:
{\displaystyle A={\frac {\pi d^{2}}{A}}={\frac {(\rho +z_{p})d^{2}}{\rho z_{p}\lambda }}} ........ (61)
што се са ρ-инф поједностављује у Б=d2/λzp. Замењујући zp са d2/λ, даје да је на тој удаљености у отвору само једна, средишња Френелова зона. Сходне томе, Фраунхоферов домен се може дефинисати и као домен прве Френелове зоне.
Строго говорећи, услов за применљивост Фраунхоферовог интеграла је да је удаљеност равни посматрања, zp, много већа од πd2/λ. У пракси, удаљеност једнака D2/λ, где је D пречник отвора, D=2d, за коју је фазна грешка интеграла π/4 (или λ/8 у јединицама таласне дужине) се сматра прихватљивом, јер узрокује само 5% нижи Стрел рацио у односу на Стрел рацио светлосног снопа са жижом у тој тачки, и сразмерно малу промену у распореду распона поља (за Френелову дифракцију, ова даљина се приближно поклапа са {\displaystyle z_{p}={\sqrt[{3}]{kd^{4}}}/2}.
 За Фраунхоферову дифракцију важи да је комплексни распон таласа у тачки поља иза отвора сразмеран Фуријеовој трансформацији распона у отвору. То значи да је облик распореда јачине поља исти, и само се мења у величини, сразмерно удаљености. У случајз Френелове дифракције, комплексни распон у тачки поља је Фуријеова трансформација облика распона у отвору измењена присуством квадратног "дефокус" чиниоца, и у зависности од његове величине. Како овај чинилац постаје занемарљив на већим удаљеностима, распон поља се приближава Фуријеовој трансформацији распона у отвору, тј. дифракциона слика у Фреснеловом домену постаје сличнија дифракционој слици у Фраунхоферовом домену.
Слика 40 приказује распон поља у Фраунхоферовом домену, који је Фуријеову трансформација распона поља у отвору, за правоугаони и кружни отвор (распон поља у случају правоугаоног отвора има исти облик дуж пројектованих линија које деле отвор уздужно и попречно, само је његова ширина обрнуто сразмерна ширини отвора, као што дифракциона слика поља у углу горе десно показује). Квадрат распона поља у случају кружног отвора је функција ширења тачке, један од основних појмова теоријске и практичне оптике.
 На слици 39 су примери Фраунхоферове дифракције за неколико различитих облика. Примери Фреснелове дифракције дати су раније. Дифракциона слика иза прореза је приказана у величини упоредној са осталима (лево), и смањена око два и по пута, да би се видела у целости. За разлику од слике иза прореза у Френеловом домену, у Фраунхоферовом је слика издужена у правцу који је под правим углом у односу на оријентацију самог прореза - последица разлике у начину на који се таласи збирају. 
Све наведене теорије су скаларне теорије дифракције, тј. посматрају распон поља као скаларну величину. Мада ово није у сагласности са природом таласног поља, чији распон је у основи векторска величина, скаларна теорија је без ограничења применљива како у области инструменталне, тако и опште оптике. Неприменљива је само за врло мале отворе, не много веће од таласне дужине светлости, као и за растојања иза препреке/отвора не много дужа од таласне дужине светлости; такође, не узима у обзир поларизацију светлости. Ова ограничења су, међутим, врло мала, и скаларна теорија дифракције је, будући једноставнија, у широкој практичној употреби.
 Такође, сви наведени дифракциони интеграли важе за некохерентну светлост. Кохерентни таласи се збирају на другачији начин, и захтевају другачије изразе, који интегришу не непосредно енергију, као квадрат распона појединачних таласа, него појединачне распоне у збирни распон, који се потом квадрира да би се добила енергија поља у датој тачки (последица тог што је некохерентна светлост линеарна у збирној јачини - тј. енергији - и квадратна у појединачном таласном распону, док је кохерентна светлост квадратна у јачини, и линеарна у збирном распону). 
Слика 42 приказује дифракционо поље иза заклона у облику бесконачне полуравни, у Фраунхоферовом домену, за кохерентну светлост. Поље је слично дифракционом пољу за исту препреку у Френеловом домену (слика 36), изузев што опадање јачине поља у геометријској сенци није равномерно. Математичка функција која изражава дифракционо поље у овом случају зове се кохерентна функција ширења ивице (енг. edge spread function). 
За разлику од ње, некохерентна функција ширења ивице (средњи граф, испрекидана црвена линија) нема карактеристично за кохерентну светлост "дрхтање ивице" (буквално "звоњење", енг. edge ringing); она благо и равномерно опада према Гаусовској ивици, остајући све време мања од јачине незаклоњеног поља, близу Гаусовске ивице слично нагло пада према њој, али пресецајући је на половини јединичне јачине, и са енергијом пренесеном са ивице у геометријску сенку такође у равномерном, благом опадању са удаљавањем од Гаусовске ивице.

## Светлост и људско око
Оптичка слика је често намењена непосредном посматрању. Зато је начин на који светлост делује на људско око и мозак важан и неизбежан део оптике као науке. Две основне области у овом погледу су осетљивост ока на јачину светлости (енг. eye intensity response) и спектрална осетљивост ока (енг. eye spectral response).
Такође, око је природни склоп за стварање оптичке слике, у ком су оптичке средине биолошка ткива. Као такве, оне имају одређена својства у погледу преноса светлости до мрежњаче, што је уз њихова својства у погледу оптичке снаге, тј. способности збирања светлости у тачку, основа и услов за стварање оптичке слике на мрежњачи.
Оптичка слика коју она стварају се помоћу дејства очних мишића на очно сочиво фокусира на мрежњачу, где посебне пријемне ћелије за светлост - фоторецептори - претварају светлосни сигнал у електрични и шаљу га на обраду у мозак, у ком се ствара коначна слика коју видимо. Оба главна дела овог процеса, стварање оптичке слике, и њено физиолошко претварање у мождану слику, су предодређени дејством светлости на људско око. 
 За оптичку слику у овом оквиру, чинилац су како оптичке средине које стварају оптичку слику на мрежњачи, тако и дејство ове светлости на пријемне ћелије, и начин на који мозак добија и користи њихове сигнале. Слика десно приказује основне саставне делове људског ока (називи оптичких средина су подебљани). Просечна жижна даљина ока (ƒ) је 23-24мм, са видном осом, усмереном ка фовеи (лат. fovea centralis) - делу мрежњаче приближно кружног облика, пречника око 1,3мм (4,5°), који производи најоштрију слику у условима дневног вида - под углом у односу на оптичку осу ока.
У оквиру десно је увећан шематски пресек мрежњаче ока, који приказује две основне врсте светлосних пријемника, чепићасте и штапићасте ћелије, као и начин на који су оне повезане са очним живцем, који води у мозак. Светлост која пада на мрежњачу прво пролази кроз тзв. плетенасто ткиво (енг. plexiform), у ком су смештене нервне ћелије и водови које повезују пријемне ћелије са мозгом, а тек онда стиже на саме пријемне ћелије, чији је пријемни део на супротном крају, према судовњачи. Сама судовњача има двоструку функцију: достављање хранљивих састојака ћелијама мрежњаче, и упијање преостале светлости ради спречавања унутрашњих рефлексија. Део судовњаче у непосредном додиру са фоторецепторима је тзв. пигментски епителијум (ПЕ, енг. pigmented epithelium).
Начин на који су чепићасте и штапићасте ћелије везане са оптичким живцем има за последицу битну разлику међу њима како у погледу раздвојне моћи, тако и у погледу прага осетљивости. Док је свака чепићаста ћелија непосредно везана, штапићасте су везане у гроздовима. Ово чепићастим ћелијама, које су активне у условима дневне светлости, омогућава знатно већу раздвојну моћ, по цену много мање осетљивости. Са друге стране, штапићасте ћелије, које преузимају улогу пријемника у мраку, имају неколико пута мању раздвојну моћ, али стотинама пута већу осетљивост.
 Слика десно приказује распоред пријемних ћелија светлости - фоторецептора - на мрежњачи ока. У средишњем делу фовее (око 1/3 пречника) су само чепићи. Број штапића брзо расте према ивици фовее, где се приближно изједначава са бројем чепића, чији се број, насупрот, брзо смањује према спољном делу мрежњаче. Штапићи достижу највећу густину на близу 20° од средишта фовее, где њихов број прелази 200.000 по мм². Укупан број штапића је око 20 пута већи од броја чепића, у просеку, 120 милиона према 6 милиона. 
Хемијски процес којим се енергија светлости претвара у нервни сигнал је слична код обе ове врсте пријемника, и заснива се на својствима фотосензитивног једињења, тзв. пигмента. За разлику од чепића, који могу имати три различита пигмента, и по томе се деле на Л, М и С чепиће, штапићи имају само један пигмент, родопсин.
Ове две врсте пријемних ћелија се такође битно разликују у начину на који "виде" различите таласне дужине светлости, тј. боје. Боје су производ мождане активности, и условљене су особинама светлости која пада на светлосне пријемнике мрежњаче. Осетљивост ока на светлост различитих боја - тј. различитих таласних дужина - зове се спектрална осетљивост ока.

### Пренос светлости кроз људско око
Оптичке средине ока су врло провидне, са индексом преламања између 1,3 и 1,41. У делу електромагнетног зрачења којем припада светлост, упијање и расипање светла у оку постаје значајно само у таласним дужинама краћим од око 0,5 микрона, тј. у плавој, и нарочито у љубичастој светлости.
 Вредности преноса светлости у оку се донекле разликују од студије до студије, углавном због малог броја узорака и разлика међу појединцима, које могу бити велике. Такође, број студија је сразмерно мали, због захтева да се мери у самом оку (користе се очи управо преминулих). Две студије које се најчешће наводе су Ботнер и Волтер (Boettner and Walter, Transmission of the ocular media, 1962) и Гиретс и Бери (Geereats and Berry, Ocular spectral characteristics as related to hazards from lasers and other light sources, 1968). 
Слика десно приказује пренос светлости до мрежњаче са променом таласне дужине из ове две студије (из прве укупан пренос, из друге укупан и непосредан, где је последње пренос без расуте и упијене светлости). Разлика у нивоу укупног преноса је вероватно последица сразмерно малог броја очију (9 у првој и 28 у другој) и знатних одступања од особе до особе, као и разлике у начину мерења (у првој студији је мерен пренос на сваком оптичком делу - рожњачи, воденастом и стакластом телу, и очном сочиву - посебно, док је у другом мерена светлост испред мрежњаче). Такође, величина коришћеног извора може проузроковати значајне разлике (са преносом, у начелу, вишим за већи извор), као и могуће разлике у осетљивости мерних склопова.
 Слика 46 приказује укупан пренос светлости до мрежњаче по студији Гиретса и Берија, уз утврђени ниво упијања светлости од стране мрежњаче (непосредан пренос светлости до мрежњаче је дат производом ове криве и криве непосредног преноса Ботнера и Волтера). Разлику између укупног и непосредног преноса чини расута и упијена светлост. Док укупан пренос светлости до мрежњаче остаје врло висок знатно према инфрацрвеном делу зрачења, упијање од стране мрежњаче достиже највиши ниво за таласне дужине зелено-жуте светлости - за које је фотопско око најосетљивије - да би потом брзо падала према црвеном делу светлосног спектра, и инфрацрвеном зрачењу.
 Упијање светлости од стране оптичких средина ока је сразмерно ниско, али брзо расте до потпуног упијања према краћим и дужим таласима (слика десно). За већи део таласног распона светлости - изузев за љубичасту - упијање није веће од неколико процената за сваку од четири главне оптичке средине ока: рожњачу, воденасто тело, сочиво и стакласто тело (светлосни део зрачења је због тога изостављен из дијаграма, јер је сврха истраживања била установити таласне дужине зрачења за које је упијање од стране делова ока највеће, тј. које таласне дужине представљају највећу опасност у погледу повреде очних ткива топлотном енергијом произведеном упијањем).

### Оптичка слика ока
Светлост која улази у око, пролазећи кроз оптичке средине ока, бива усмерена ка мрежњачи, стварајући на њој оптичку слику, тј. поље енергије које у већој или мањој мери одражава поље светлосне енергије површина са којих је светлост потекла. Слика десно приказује образовање оптичке слике у оку. Стварање геометријска слике (горе) је представљено на поједностављеном моделу ока, тзв. Емзлијевом поједностављеном оку (енгл. Emsley reduced eye, 1946). Зраци паралелни са осом - тј. раван таласни фронт нормалан на осу - оптички се преламају у преломној равни, која садржи главну тачку P (енг. principal point), и збирају се у жижу у пресеку осе и мрежњаче. Коси зраци пролазе кроз чворну тачку (енг. nodal point) не мењајући правац, пресецајући мрежњачу у тачки жиже за све зраке који долазе паралелни из тог правца (ради јасноће, приказан је само један доосни и један коси зрак). 
У случају да улазни зраци нису паралелни, тј. долазе са сразмерно блиског предмета, очно сочиво се скупља, повећавајући оптичку снагу колико је потребно да се зраци усмере на мрежњачу. 
Иста слика доле приказује образовање и изглед физичке (дифракционе) слике тачке предмета коју око ствара. Преусмеравајући кретање светлосних таласа, око пресликава сваку тачку предмета у слику те тачке на мрежњачи. Због дифракције светлости иза зенице ока, слика тачке није тачка, него тзв. Еријева дифракциона слика, која се састоји од сјајног средишњег диска - Ери диска - окруженог наизменичним тамним и сјајним концентричним прстеновима, који (сјајни прстенови) нагло губе сјај са повећањем удаљености од средишњег диска. Математички израз распореда енергије у слици тачке зове се функција ширења тачке (дифракционе слике су на слици око 2,5 пута мање од линијског приказа функције ширења тачке).
Горње разматрање подразумева одсуство аберација ока. Људско око, у начелу, има знатан ниво оптичких аберација, које заједно са дифракцијом одређују ниво каквоће слике на мрежњачи. Особне разлике могу да буду врло велике, али као општи просек сматра се да је каквоћа оптичке слике ока одређена дифракцијо за отвор зенице мањи од око 2мм, док је за веће отворе одређена аберацијама ока.

### Дејство јачине светлости на око
Распон прилагодљивости људског ока на јачину светлости је изузетно широк, преко десет на логаритамској скали, тј. најјача светлост којој око може да се прилагоди је преко десет милијарди пута јача од најслабије коју може да види. Овако широк распон је могућ захваљујући томе што се одраз јачине светлости у оку, тј. привидна јачина зрачења произведена чулом вида, или сјај, не мења сразмерно физичкој јачини зрачења, него, у начелу, по скали на којој су промене експоненцијално мање. 
Ову врсту несразмере између физичке јачине зрачења и привидног сјаја први је, половином 18. века забележио "отац фотометрије" Пјер Буге (Pierre Bouguer, 1698-1758), који је приметио да видљивост сенке на осветљеној површини не зависи од разлике у јачини зрачења, него од односа (количника) јачине зрачења. Другим речима, да дејство јачине светлости на око није сразмерно њеној јачини, него релативном нивоу зрачења.

#### Фотометријске и радиометријске јединице
Будући да су светлост као физичко зрачење, и чулни одраз тог зрачења у оку две различите појаве, за њих се употребљавају различите мерне јединице. Област физичког зрачења назива се радиометрија, а област чулног одраза тог зрачења фотометрија, по чему се и мерне јединице деле на радиометријске и фотометријске.
Такође, за повезане појмове зрачења и чулног одраза употребљавају се и различити називи. Следећа табела даје преглед ових мерних јединица и назива. Пошто терминологија изворно долази из енглеског језика, и неки називи преведени на српски нису уобичајени, сваки назив је дат и на енглеском.
 Основна радиометријска јединица је ват (Watt, W), док је основна фотометријска јединица кандела (cd). Кандела је дефинисана као јачина сјаја једнобојног извора светлости који производи фотонски ток зрачења од 1/683 W таласне дужине 550нм у просторном углу (енг. solid angle) од 1 стерадијана (изворна дефиниција канделе, раније зване "свећа", енг. candle, или candlepower, била је јачина светлости водоинсталатерске свеће произведене по одређеном обрасцу). 
Блиско везана са канделом је јединица протока сјаја, лумен (lm), дат као фотонски проток сразмеран 1cd јачине сјаја (отуда 1 cd = 1 lm/sr, и тачкасти извор зрачења јачине сјаја од 1cd, производи проток сјаја од 4π lm). Јединица осветљености, лукс, је дата са 1 lux=1 lm/m².

#### Веберов закон
Узимајући за мерило дејства јачине светлости на око најмању приметну промену у сјају, немачки физиолог Ернст Вебер (Ernst Heinrich Weber, 1795 – 1878) установљава, на основу бројних мерења, општи закон - тј. закон који важи за сва чула - познат као Веберов закон, по ком је најмања приметна промена у сјају (енг. increment threshold) сразмерна јачини физичког зрачења, или:
{\displaystyle {\frac {\delta I}{I}}=const.} ........ (62)
где је δI најмања приметна промена јачине светлости, I је јачина светлости, и вредност δI/I је Веберов рацио (енгл. Weber's ratio, или Weber's fraction). Из Веберовог закона следи да је осетљивост ока на јачину светлости логаритмичка (на пример, на 100 пута јачем нивоу светлости, двоструко већи сјај захтева 100 пута веће повећање физичког зрачења, дакле сјај расте као log100). 
 Слика десно је графички приказ Веберовог закона, тј. изглед Веберовог рација (δI/I) и помака прага осетљивости (δI), у линеарним и логаритамским координатама. И један и други се мењају линеарно са променом јачине светлости. Веберов рацио увек следећи праву водоравну линију, док је праг осетљивости права линија са нагибом датим количником висине (са прагом осетљивости на усправној скали) и дужине у линеарним координатама, док је у логаритамским под углом од 45°, тј. са нагибом од 1.
Веберов студент, Густав Фехнер (Gustav Theodor Fechner, 1801–1887), даје нешто другачији, проширен облик Веберовог закона као:
```
   
S=2,3кlogI+C
    (63)
```

где је S сјај као функција физичке јачине зрачења I, к је бројна непроменљива у облику целог броја, чија вредност мења облик криве функције, док је C бројна непроменљива која само утиче на висину криве у координатном систему. Овај израз је познат као Фехнеров, или Вебер-Фехнеров закон.
Разлике у измереним вредностима Веберовог рација у то време су биле знатне: 1/64 Буге, 1/100 Вебер, 1/38 Штајнајл (Carl August von Steinheil, 1801–1870), 1/100 Фехнер, али су приписиване разлици у техникама и личним разликама испитаника. Међу новије измереним вредностима су 0,14 за чепиће и 0,015-0,03 за штапиће (Cornsweet and Pinsker, 1965), али се те вредности, као и све остале, могу сматрати исправним само за надражај одређених својстава - у овом случају, два круга пречника 50 лучних минута, на растојању од 2 степена, на кратко (2—3мс) осветљена у тами, са оком прилагођеним ноћном виду. Са променом услова и својстава надражаја - укључујући и део мрежњаче на који пада њихова слика - вредности се, у начелу, мењају, а и сам закон може да постане недовољно тачан.
 Знајући да се експериментални подаци не слажу са оваквим законом као опште применљивим, Фехнер га је изменио близу прага, и плафона прилагодљивости ока, прво као последицу неуралне "буке" (енг. neural noise), или "тамног светла" која битно утиче на привидни сјај при врло ниским физичким јачинама зрачења, и друго као последицу засићења физиолошког механизма пријемних ћелија близу плафона прилагодљивости. Међутим, 1924. амерички физиолог Силиг Хект (Selig Hecht,1892–1947) указује на то да се Вебер-Фехнеров закон не слаже са експерименталним подацима у знатно ширем делу распона прилагодљивости ока (слика десно).
У случају да је осетљивост ока логаритмичка, крива функције δI у логаритамском дијаграму је под углом од 45°, чији нагиб је, изражен као однос висине према дужини криве, једнак 1. По експерименталним подацима, ово је довољно приближно случај само у доњем делу распона фотопског (дневног) вида, док се у осталим деловима распона прилагодљивости ока нагиб (тачкаста линија), тј. облик осетљивости ока битно разликује. 
 Слика десно приказује налазе једне од новијих студија осетљивости самих штапића (Saturation of the Rod Mechanism of the Retina at High Levels of Stimulation, Stiles and Aguilar 1954), по којима се она слаже са Веберовим законом у већем делу распона скотопско-мезопске осетљивости. Осетљивост на прелазу према делу у ком превагу добија "тамна светлост" се приближно мења са квадратним кореном физичке јачине зрачења, такође познатим као Де Врис-Роузов закон (енгл. De Vries-Rose law). Осветљење мрежњаче је дато у јединици скотопског троланда (sTd), који представља јачину зрачења које пада на зеницу у cd/m2 помножену са површином отвора зенице у мм² (на пример, 5 sTd при 4мм пречнику отвора зенице даје јачину зрачења од 0,4cd/m² - границом активности штапића сматра се зрачење на нивоу 1 до 10 cd/m², тј. око 10-100 sTd, у зависности од отвора зенице).
Мада се осетљивост штапића из ове студије најчешће наводи као пример, она је такође ограничена на услове и својства светлосног сигнала који су коришћени у студији. Промена услова и својстава мења и криву осетљивости, и она може и не мора да се слаже са Вебер-Фехнеровим законом. Разлике у осетљивости од једне до друге особе су додатни чинилац. На пример, са много мањим (13'), краткотрајним (1.5 микросекунде) сигналом, крива осетљивости штапића има знатно мањи нагиб од 1 (тј. од 45°), ближе вредности од 0.5 (Hallett, 1968, слика 52 лево). У условима сличним првој студији, криве осетљивости се веома разликују кад је позадинско осветљење стално, и кад је присутно само док је присутан светлосни сигнал (Adelson, 1982, слика 52 десно). Све три студије су користиле сличан начин издвајања штапића, са тамноцрвеним позадинским осветљењем и зеленим светлосним извором у средишту, пројектованим на део мрежњаче ван фовее (пошто су штапићи неосетљиви на црвену светлост, позадинско осветљење не делује на њих, док чини сигнал невидљивим за чепиће). 
 Граф по подацима из Халетове студије показује осетљивост штапића (праг осетљивости) за шест особа, где је само једна близу Веберовог закона, тј. са нагибом близу 45°. У Аделсоновој студији (са 4.5° квадратним сигналом на 11° позадини, пројектованим 12° од фовее), крива Веберовог количника за стално осветљену позадину (испрекидана плава) је слична оној у студији Агилара и Стајлса (слика 51), изузев за преокрет ка незасићености на високој јачини сигнала (што би, макар делом, могло бити последица укључивања чепића). Међутим, крива количника за трепчућу позадину, која се укључује и искључује са сигналом (0,03 секунде сигнал, са 0,4 секунде позадином која се укључује или истовремено, или 1,4 секунде позадином која се укључује секунду пре сигнала), врло брзо постају приближно усправне, тј. улазе у фазу засићења штапића. Такође, криве прага осетљивости, слично Халетовој студији, имају ѕнатно мањи нагиб од 45 у већем делу распона.

#### Стивенсов закон
Пошто су потоњи експерименти потврдили неслагање са Вебер-Фехнеровим законом у знатном делу распона прилагодљивости ока, амерички физиолог Стенли Стивенс (Stanley Smith Stevens, 1906–1973), почетком друге половине 20. века, предлаже нови општи закон односа између јачине физичког подстицаја и његове чулне представе, познат као Стивенсов експоненцијални закон (енгл. Steven's power law). Општи облик закона дат је са: 
```
    
S=kI
a
      (64)
```

где је S чулна представа надражаја јачине I. По самом облику, Стивенсов закон је свеобухватнији од Вебер-Фехнеровог, јер бројни чинилац к није ограничен на целе бројеве, него може да има било коју вредност. Такође, промена вредности изложиоца а омогућава бољу прилагодљивост закона различитим облицима надражаја и услова под којима се догађају. Вредност изложиоца а представља нагиб линије графа у лог-лог координатама (за а=1, тј. нагиб линије графа једнакој 45°, на пример, Стивенсов закон се подудара са Вебер-Фехнеровим).
 Слика десно показује резултате мерења осетљивости ока за равномерно осветљен сигнал мале површине (по Brightness function: Effects of adaptation, Stevens and Stevens, 1963). Позадински сјај, тј. осветљеност која одређује ниво прилагођености пријемних ћелија мрежњаче, дат је у децибелима (dB), са 0 dB на 10-7 mL, или 0.31 μcd/m² (пошто је вредност у децибелима дата са 10 log(I/It), где је I променљива јачина, иста или већа од јачине прага осетљивости It, разлика од 10 dB представља десетоструку промену у јачини, тј. за разлику од x децибела, одговарајућа разлика у јачини је 100,1x). Привидан сјај светлосног сигнала дат је у брилима (енг. bril, јединица физиолошке скале сјаја уведена од стране Стивенса, дефинисана као привидан сјај беле површине од 5 на 40 dB - тј. 0.001mL, or 0.000314 cd/m² - виђене на кратко време од ока прилагођеног тами). Криве за сваки ниво прилагођености имају општи облик експоненцијалне функције B=k(I-It)a, са чиниоцем k који се мења са нивоом осветљености (у начелу, смањује се са повећањем осветљености). 
Очекивано, дати сјај површине изгледа сјајнији ка нижим нивоима прилагођености. Са сваким почетним нивоом прилагођености, привидан сјај расте са повећањем сјаја светле површине, али брже ка вишим нивоима осветљености. Нагиб криви за исту дужину две скале (ради јасноће, логаритамска скала је два пута дужа од децибелне) расте са порастом осветљености, од 0,33 за најнижи (2,3dB) и 0,44 за највиши ниво прилагођености (84dB). Сама промена привидног сјаја са променом нивоа прилагођености нема ни приближно облик експоненцијалне функције, али произилази из функције таквог облика за сваки поједини ниво.
Стивенс је на основу мерења и прилагођавања општег израза просечним вредностима одредио вредност изложиоца а за већи број надражаја и различита чула. За чуло вида, нашао је да је вредност 0,33 за равномерно осветљену површину пречника 5°, 0,5 за тачкаст извор светлости, као и за кратак бљесак површинског извора, и 1 за кратак бљесак тачкастог извора. 
Новија истраживања су, коришћењем напреднијих техника и проширењем испитаних облика надражаја и услова под којим делују, показала да ни Стивенсов закон, мада у већини случајева применљив, такође није општи закон у строгом смислу речи. Такође, старији експериментални подаци су били за око у целини, тј. заједничко дејство чепића и штапића који, нарочито у распону мезопског вида, имају битан утицај на коначну осетљивост и кад функција једног од њих има превагу. 

#### Сложена слика
Разлике експериментално утврђених вредности у односу на Веберов и Стивенсов закон се додатно повећавају у случају сложенијих слика, на пример класичног низа паралелних тамних и светлих линија (Garcia-Perez, 2005), или фотографске слике (Bartleson and Breneman, 1967). У последњем случају, функција осетљивости одступа и од Стивенсовог закона, али се само одступање може изразити као експоненцијална функција позадинског осветљења (Choi KF, Relationship Between Bartleson and Breneman's Brightness vs.
Luminance Equation and Stevens' Power Law 1994).
 Слика 54 показује резултате ове студије, рађене са великим бројем различитих фотографија. Привидан сјај слике се повећава са снижењем нивоа прилагођености, тј. са снижењем околне осветљености, али у сложенијем облику, приближно одређеном са logB=2.037+0.1401logI-a exp(b logI), где су a и b бројни чиниоци који се мењају са нивоом осветљености. Криве су приближно праве у лог-лог координатама само близу прага осетљивости, док у већем делу имају испупчено закривљен облик.
 Слика 55 приказује налазе студије Перез-Гарциа, у погледу тога колико је теорија о прелазу из закона квадратног корена (Де Врис-Роуз) у Веберов закон на ниским нивоима осветљености (близу прага осетљивости штапића) потврђена мерењима осетљивости ока на контраст светлих и тамних синусоидних линија. Горњи графикони представљају линије промене прага осетљивости за дате учесталости посматраних синусоидних линија, у случају да је претпоставка о прелазу тачна. Неслагања су постојање прекида између линија осетљивости за два закона, који не постоје у емпиријским подацима, и што у вишим фреквенцијама није досегнут емпиријски потврђен плафон осетљивости на нивоу осветљености од 2000 sТd. 
На доњем графу су криве које испуњавају оба емпиријска захтева. Ове криве се само приближно слажу са претпоставком Веберовог закона, и врло мало са претпоставком Де Врис-Роузовог закона, који је довољно применљив у врло ограниченом распону учесталости.

#### Распон прилагодљивости ока
У начелу, чулни одраз јачине светлости је сувише сложен да би се у потпуности описао логаритмичком функцијом, мада је она често довољно тачна за ту намену. Боље је описан експоненцијалном функцијом која, као што је раније поменуто, такође обухвата и логаритмички облик. Сложеније слике, међутим, захтевају сложеније изразе.
 Док је начин на који људско око своди јачину светлости на њен чулни одраз сувише сложен да би се приказао у мноштву његових различитих облика, могуће га је приказати у општем облику, који даје представу о његовим основнм својствима. Граф десно представља начин прилагођавања ока јачини светлости у случају сложене слике (уопштено, призора) у пуном распону његове прилагодљивости (на основу Gonzalez and Woods, 1992). 
Главни граф има логаритамску водоравну скалу, што је чини стотинама пута краћом у односу на усправну димензију, али боље одражава разлике у криви осетљивости између штапића и чепића (стварна разлика је, стога, много мања). У основи крива осетљивости штапића је равномернија, постепено опадајући према нивоу засићености, док је код чепића чулни одраз јачине светлости спорији према крајевима распона активности. 
Такође, у том облику се јасније може показати да је око у сваком датом тренутку способно да се прилагоди јачини светлости у само малом делу свог укупног распона прилагодљивости. Другим речима, сваки ниво прилагођености има сопствени распон од прага осетљивости (мрака) до плафона (заслепљености). Граф показује да је распон прилагодљивости светлосном зрачењу унутар таквог нивоа близу четири на логаритамској скали (1:10.000), са одговарајућим распоном сјаја од само око 0,2, такође на логаритамској скали. Унутар таквог нивоа прилагођености, крива осетљивости је приближно логаритмичка за већи део распона (тј. приближно права линија у лог-лог дијаграму), али може да одступа знатно од логаритмичке према границама осетљивости.
Мањи граф у оквиру горе приказује обе криве осетљивости у лог-лог координатама. 

#### Осетљивост ока на контраст
Ниво осветљености је, посредно, битан чинилац у способности ока да уочи контраст. На ниском нивоу осветљености - ноћни, или скотопски ниво - пријемне ћелије за светлост су штапићи, чији су раздвојна моћ и способност опажања контраста знатно нижи него у условима дневне светлости - такође зван фотопски ниво - кад улогу пријемних ћелија преузимају чепићи. У прелазном нивоу осветљености између ова два, - вечерњем или мезопском нивоу - активни су и штапићи и чепићи, и осетљивост на контраст је између дневне и ноћне осетљивости.
Уобичајен начин изражавања нивоа контраста у оптичким склоповима је пренос висине контраста паралелних тамних и светлих линија са синусоидним распоредом зрачења. Математички израз преноса, који се по правилу представља у графичком облику, познат је као функција преноса висине. У случају ока, сложеност физиолошких процеса у пријемним ћелијама, и мождане активности у обради сигнала које оне достављају, чине немогућим да се до способности уочавања контраста људског ока дође непосредним прорачунима. Уместо тога, користе се емпиријска мерења ове способности на низу тамних и светлих синусоидних линија, по чему се у резултате мерења уклапа крива, која преставља приближну промену најнижег видљивог контраста за сваку учесталост, тј. за различите величине линија на мрежњачи са променом нивоа осветљености. Ова емпиријска функција назива се функција осетљивости ока на контраст (енг. eye contrast sensitivity function).
 Слика десно приказује уобичајени облик функције осетљивости на контраст за најнижи видљив контраст за дневни, вечерњи и ноћни вид, пројектовану на Кембел-Рабсонову карту (енгл. Campbell-Robson Contrast Sensitivity Chart). Обе скале су логаритамске, да би се јасније показале сразмерно мале разлике у осетљивости. Ширина линије на мрежњачи - дефинисане као размак између две суседне тачке истог сјаја, што одговара ширини тамне и светле линије заједно - је дата у циклусима по лучном степену, Усвојена гранична раздвојна моћ просечног људског ока под најповољнијим условима је око 1' (лучни минут), тј. 60 циклуса по степену.
На пример, на 10 циклуса/степену (6' ширина линије) најнижи видљив контраст је испод 0,5% (0,005) за фотопски, око 2% за мезопски, и преко 50% за скотопски вид. Највиша осетљивост је за ~9' ширину у фотопским условима, док се у мезопским и скотопским условима она помера ка ширим линијама. Истовремено, највиша осетљивост се смањује са 0,3-0,4% за фотопски вид до испод 1% за мезопски, и око 6% за скотопски. Гранична раздвојна моћ, у пројектованом пресеку криве са водоравном скалом, се такође битно смањује са смањењем осветљења.

#### Сјај и светлоћа
Док је појам сјаја довољан да се опише једноставан светлосни надражај, као тачкаст извор светлости или равномерно обасјана површина, у случају сложене слике сјај није ни једино, ни неопходно најважније својство. Оно што је обично важније је начин на који око види различито обасјане делове слике у међусобном односу. Стварање ове врсте слике од стране ока се може звати преношење прелива (енг. tone reproduction), или пресликавање сложене слике. Оно не зависи непосредно од физичке јачине зрачења делова слике, него од узајамног односа јачина зрачења међу њима, као и од односа слике као целине према зрачењу позадине, или околине. 
Док је сјај непосредан чулни одраз јачине зрачења, светлоћа ја дефинисана као чулни одраз једне осветљене површине у поређењу са другом, која изгледа бела, или светла.
До извесне мере, светлоћа се може описати као релативан сјај, али је сложенија од тога. Не само да површине истог релативног односа у сјају могу изгледати врло различито са различитим позадинским и/или околним осветљењем, него ће, због промена у раду пријемних ћелија мрежњаче, слика са истим релативним односима сјаја изгледати другачије на битно различитим нивоима сјаја. Присуство боја само чини цео процес пресликавања ока сложенијим.
 На пример, светлоћа површина сложене слике се повећава са смањењем околне осветљености, што има за последицу смањење контраста између тих површина. Бартлсон и Бренман су утврдили да слика са слајда пројектована у тамној средини мора да има контраст виши за 1,5 на логаритамској скали (око 32 пута) него слика посматрана у светлој средини, за исти ниво каквоће пресликавања у оку (разлика одговара повећању изложиоца експоненцијалне функције - тј. нагиба линије графа - за 1,5). 
Слика десно показује примере светлоће. Лево је тзв. изазивање светлоће (енг. lightness induction) које показује како се изглед квадрата и линија истог сјаја мења са сјајем подлоге. Слика у средини су тзв. саставне пруге (енг. match bends), где око ствара привид траке другачијег сјаја дуж линије где се спајају две површине различитог сјаја. Десно је сложенији облик неслагања у пресликавању (енгл. Herman grid), где око насумично ствара црне тачке у пресецима светлих линија.

### Спектрална осетљивост ока
Осетљивост светлосних пријемника - фоторецептора - на мрежњачи ока мења се са јачином светлости. Јачина светлости одређује како ниво активности две основне врсте пријемника, чепића и штапића, тако и степен њихове осетљивости. И једна и друга врста ћелија су име добиле по облику свог фотоосетљивог дела. 
У условима дневне светлости, или вишег степена осветљености, делују првенствено чепићи (енг. cones). Овај облик осетљивости се назива дневна, или фотопска (од енг. photopic) осетљивост (такође: дневни или фотопски вид).
У тами делују првенствено штапићи (енг. rods); овај облик осетљивости се назива ноћна или скотопска (од енг. scotopic) осетљивост (такође: ноћни или скотопски вид).
У условима осветљености између дневне и ноћне, делују обе врсте пријемника, а овај облик осетљивости се назива вечерња или мезопска (од енг. mesopic) осетљивост (такође, вечерњи или мезопски вид).
 На табели десно представљен је распон промене спектралне осетљивости ока са нивоом осветљености, као и основне величине и појмове у вези с њим. Дневни вид се одликује добрим распознавањем боја, и високим степеном оштрине вида. Ноћни вид не распознаје боје, и степен оштрине вида је низак, док је вечерњи вид по оба својства између дневног и ноћног вида. Јединица осветљења мрежњаче, троланд (Td), дефинисана је као осветљење са 1мм² површине зенице под осветљеношћу од 1 cd/m² (једне канделе по м²). Дакле, осветљење у троландима је једнако производу осветљења зенице у cd/m² и површине зенице у мм². Због различитог начина повезаности, распореда и величина, осветљење на мрежњачи за исти ниво осветљености је различито за чепиће и штапиће: у првом случају је сразмерна просеку фотона упијених од стране Л- и М-чепића, док је у другом сразмерна броју фотона упијених од стране штапића.

#### Прилагођавање вида у тами
Смањење осветљености испод одређеног нивоа доводи до искључивања чепића. Са друге стране, повећање нивоа осветљености доводи до смањења нивоа пигмента у штапићима - званог родопсин - што смањује јачину њиховог неуралног сигнала, и на крају доводи до њиховог искључивања. Слика десно приказује промену осетљивости на светлост чепића и штапића, полазећи од дневног вида, са преласком у таму. Првих 10-15 минута повећава се само осетљивост чепића, десетинама пута. Тек потом се укључују штапићи, помоћу којих се осетљивост повећава од стотинак до преко хиљаду пута, у зависности од таласне дужине. Штапићи су, међутим, неосетљиви на црвену светлост, за коју осетљивост остаје на највишем нивоу осетљивости чепића. Прелаз са вида заснованог првенствено на раду чепића, на вид заснован претежно на раду штапића зове се "прелом штапића" (енг. rode break). 
За пуну прилагођеност очног вида тами потребно је око пола сата. Прилагођавање дневној светлости из таме је знатно брже - око 7 минута. 
Дати нивои осетљивости су просечне вредности. Разлике од особе до особе су велике, до око 3 пута за осетљивост чепића, и око 10 пута за осетљивост штапића.
Не постоји општа сагласност у погледу тога на ком нивоу осветљености чепићи тј. штапићи постају главни пријемник светла. Услед тога, не постоји сагласност у погледу тачног распона фотопичког, скотопичког и мезопичког вида. Процене нивоа се крећу од 0,001 до 0,01 cd/m² за доњу границу мезопског вида, и од 0,6 до 10 cd/m², чак и више, за горњу. Два новија модела се слажу у погледу доње границе, око 0,01 cd/m², или нешто ниже (у зависности од врсте светла), али не и у погледу горње границе: по једном је она на 0,6 cd/m² (He et al. 1997/8), а по другом на 10 (Mesopic Optimisation of Visual Efficiency, or MOVE model of the European research consortium, Eloholma and Halonen 2006).
У начелу, осетљивост ока на светлост расте експоненцијално са опадањем нивоа осветљености, при чему се таласна дужина највише осетљивости постепено помера од ~550нм у фотопском, до ~507нм у скотопском виду. Повећање осетљивости се постиже повећањем делотворности упијања светлосне енергије повећањем густине пигмента, сузбијањем попречног смањења (енг. lateral inhibition) и преласком са појединачне на групну повезаност пријемника. Прва два механизма постоје и код чепића и код штапића, док је трећи присутан само у случају штапића.

#### Фотопски и скотопски вид
Фотопски вид се може сматрати основним, јер је људско биће најактивније током дана. Носиоци фотопског вида су чепићасте пријемне ћелије, или чепићи. Способност разликовања боја заснива се на постојању три врсте ових пријемника, тзв. Л, М и С чепићи, који су у различитој мери осетљиви на различите делове спектра. Л чепићи носе то има јер су осетљиви и на најдуже светлосне таласе (енгл. Long-wavelengths sensitive), мада су такође осетљиви и на друге таласне дужине светлости. М чепићи су осетљиви у нешто ужем распону од Л чепића, који приближно покрива средње таласне дужине (енгл. Mid-wavelengths sensitive), док су С-чепићи осетљиви само на светлост кратких таласних дужина (енгл. Short-wavelengths sensitive). 
 У најосновнијем облику, мозак ствара илузију боје на основу различите осетљивости ове три врсте чепића на сваку таласну дужину светлости. 
На слици десно приказан је удео сваке од ове три врсте чепића у делотворности ока у претварању енергије светлосног зрачења у осећај сјаја (енг. luminous spectral efficacy), као његов физиолошки одраз. Делотворност је дата за распон таласних дужина светлости у условима дневне светлости, тј. за дневни или скотопски вид. Такође је приказана делотворност претварања зрачења у сјај за штапиће, у распону таласних дужина скотопског, или ноћног вида. Скале делотворности су изражене у јединици највише делотворности чепића, лева за штапиће и десна за чепиће. У физичким (SI) јединицама, највиша делотворност чепића, за таласну дужину 555нм, је 683 lm/W (тј. зрачење светлости од једног вата претвара у сјај од 683 лумена).
 Табела десно даје бројне вредности за фотопску V(λ) и скотопску V'(λ) делотворност сјаја приказане на слици 55. Функција је у потпуности описана вредностима делотворности за сваки цео нанометар (нм); табела даје вредности у размацима од 10 нм.
У смислу јачине зрачења, зрачење од 1W по стерадијану производи јачину сјаја од 683 лумена по стерадијану (пошто је 1 lm по стерадијану кандела, сјај од једне канделе је, на овој таласној дужини, произведен од стране зрачења од 1/683 W по стерадијану). 

##### Мезопски (вечерњи) вид
Мезопски вид је сложенији од фотопског и скотопског, због тога што су обе основне врсте пријемника, чепићи и штапићи, укључени, и утичу на стварање мождане слике. Услед тога, не постоји усаглашен и званично прихваћен модел. Уобичајено је да се представља једноставно као пондерисан збир фотопске и скотопске функције (тачкаста сива крива на слици 60, за ниво осветљености на половини између пуне фотопске и пуне скотопске). 
Међутим, испитивања указују да је крива мезопске делотворности сјаја - и непосредно повезане спектралне осетљивости - сложенија. Пример експерименталне криве (непрекидна сива крива, Varady et al. 2000) се битно разликује од простог пондерисаног збира. Крива осетљивости има двоструки врх, на око 515нм и 580нм, са сразмерним падом осетљивости између њих, док је осетљивост према дужим таласима (црвена светлост) повећана у односу на фотопску. Ово последње је у складу са чињеницом да осетљивост чепића на црвену светлост расте са снижењем нивоа осветљења (слика 60).

#### Функција делотворности сјаја људског ока
Делотворност сјаја чепића и штапића је изражена функцијом делотворности сјаја (енг. luminous efficacy function), која има општи облик:
{\displaystyle \Phi _{v}=K_{m}\int _{0}^{\infty }\Phi _{r}(\lambda )V(\lambda )d(\lambda )} .........(65)
где је Φv проток сјаја, Φr је проток зрачења, V(λ) је функција (таласне дужине λ) делотворности сјаја фоторецептора, и Km је највиша вредност количника протока сјаја, датог са K=Φv/Φr. За фотопски вид Km=683 lm/W за λ=555нм. За фотопски вид, К'm=1700 lm/W. Функција V(λ) даје промену вредности количника K, сведеног на јединицу за највишу вредност, са таласном дужином. Фотопска функција се означава са V(λ), а скотопска са V'(λ).
Први облик V(λ) функције, познат као CIE (фран. Commission Internationale de l´Eclairage) 1931 V(λ) функција, је за фотопски вид тзв. "стандардног посматрача" (енг. standard observer). Измењен облик ове функције, познат као CIE 1978 V(λ), заснован на емпиријски утврђеној већој делотворности чепића у краћим таласним дужинама, даје виши ниво делотворности за таласне дужине испод 460нм. CIE је 1990. прихватила ову измењену функцију (енг. CIE 1988 Modified 2° Spectral Luminous Efficiency Function for Photopic Vision) као VM(λ), и препоручила је за употребу у научне сврхе. Обе ове функције су за тачкаст извор светлости у пољу вида од 2°. Последњи облик фотопске функције, усвојен 2005, је CIE V10(λ), за видно поље преко 4° (CIE 10° photopic photometric observer). 
Функција делотворности за скотопски вид је позната као CIE 1951 V'(λ).
Функција која се обично примењује за мезопски вид, мада није званично усвојена, је пондерисан збир функције чепића и функције штапића:
```
   V"(λ)=xV(λ)+(1-x)V'(λ)........(66)
```

где је x променљива чије вредност се мења од 0 на доњој граници мезопског вида, до 1 на горњој. Са променом x, мезопска крива се помера од скотопске до фотопске на скали таласне дужине. За x=0 крива се поклапа са скотопском, а за x=1 са фотопском кривом.

#### Осетљивост људског ока на светлост
Делотворност сјаја је у непосредној вези са осетљивошћу чепића и штапића, јер одређује распон таласних дужина у ком око производи чувство сјаја, као и промену у делотворности са таласном дужином, али не представља њихову стварну осетљивост, мерену најнижим нивоом зрачења које око може да запази. Као што слика 60 показује, осетљивост штапића је много већа него осетљивост чепића. Експериментално је утврђено да штапић може да забележи јединицу светлосне енергије, фотон (Response of retinal rods to single photons, Baylor, Lamb, Yau 1979), док је доња граница за чепиће стотинак пута већа енергија. Штавише, пошто су штапићи везани у гроздовима, у случају продуженог дотока светлости довољан је један фотон на сваких тридесетак штапића (Energy, Quanta and Vision, Hecht, Schlaer and Pirenne 1942).
 Слика 63 је граф осетљивости на светлост за дневни (фотопски) и ноћни (скотопски) вид. Скале су дате у јединици највеће осетљивости дневне, или фотопске функције (λ=555нм). Две фотопске криве су за 2° и 10° (тј. преко 4°) поље вида. Криве фотопске и скотопске осетљивости су сразмерне односном количнику делотворности сјаја за сваку таласну дужину, помноженог са осетљивошћу.
Промена осетљивост штапића и чепића са променом нивоа осветљености, тј. прилагођености ока, приказана је на слици 64 (највећим делом по подацима из Fundamentals of Spatial Vision, Ferwerda JA 1998). Криве осетљивости - које представљају промену осетљивости са таласном дужином у фотопском и скотопском виду, дакле по две криве осетљивости за чепиће и за штапиће - су дате за четири нивоа прилагођености: скотопски (ноћни), фотопски (дневни), и за приближан горњи и доњи ниво мезопске (вечерње) прилагођености. Пуна линија представља осетљивост пријемника у условима кад се на њему заснива чуло вида (тама за штапиће, дневна светлост за чепиће), док је испрекидана линија приближна осетљивост у условима кад је практично искључен (обрнуто). Са променом нивоа осветљења од једне до друге ситуације, осетљивост пријемника се постепено помиче од једног до другог нивоа; у вечерњим (мезопским) условима, осетљивост је приближно у средини између пуне и испрекидане линије.
 Разлике у облику крива осетљивости на различитим нивоима прилагођености су занемарљиве; разлике у нивоу осетљивости, међутим, могу бити врло велике (пошто врх криве осетљивости за штапиће лежи на различитој таласној дужини од врха криве осетљивости чепића, кад су приказане у односу на таласну дужину оне могу бити приказане на истој усправној линији која означава ниво осветљења; оба врха, међутим, треба да су на тој усправној линији, што је означено црвеним квадратима за криве чепића, и плавим квадратима за криве штапића).
Осетљивост расте са снижењем осветљености и за чепиће и за штапиће, али чепићи достижу највишу осетљивост знатно раније од штапића, што их чини слепим у скотопским условима, кад вид у потпуности зависи од штапића. Осетљивост се за обе врсте пријемних ћелија мења са нивоом осветљености: за чепиће је виша у дневним (фотопским) условима, него у тами (скотопски услови), док је у случају штапића обрнуто, осетљивост је већа у тами. За обе врсте пријемника повећање осетљивости је знатно веће за плаво-љубичасту, него за црвену светлост.
Таласна дужина највеће осетљивости - око 550нм за чепиће, и 510нм за штапиће - остаје приближно непромењена кроз распон нивоа осветљености. Осетљивост при крајевима распона таласних дужина светлости је много мања у оба случаја. На горњој граници вечерњег вида чепићи су активнији од штапића, због чега су распознавање боја и оштрина вида још увек сразмерно добри. На доњој граници вечерњег вида првенство преузимају штапићи, оштрина вида је знатно нижа, и губи се способност распознавања боја. 
Чепићи су, међутим, осетљивији на црвену светлост кроз цео распон вечерњег вида, а за таласне дужине од преко 650нм и у тами. Са друге стране, штапићи су осетљивији на плаво-љубичасту у вечерњем виду, и приближно једнаки са чепићима у доњем распону дневног вида, приближно до нивоа осветљености собног светла.